# Kentucky városainak listája

## Városok nevének felsorolása

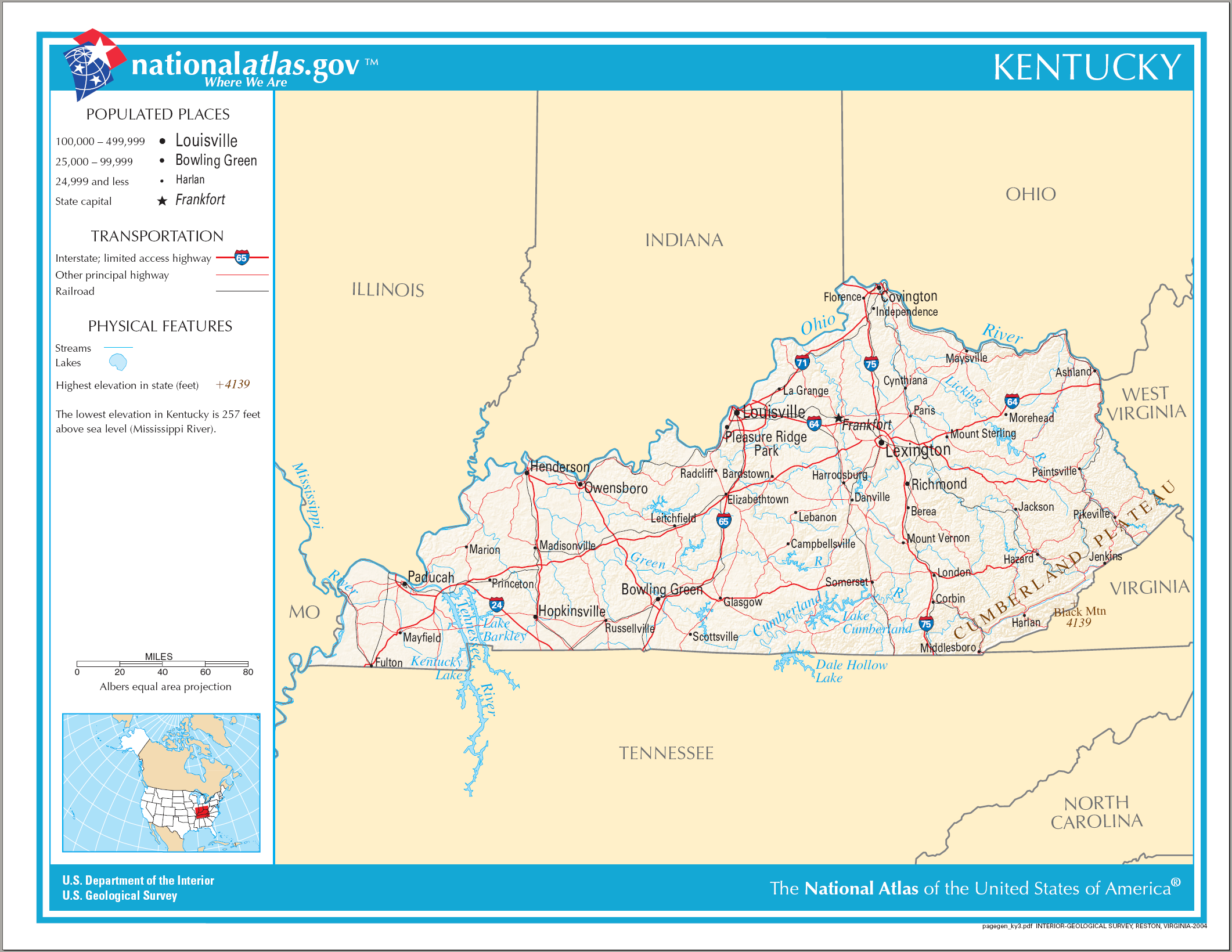
Kentucky városainak térképe

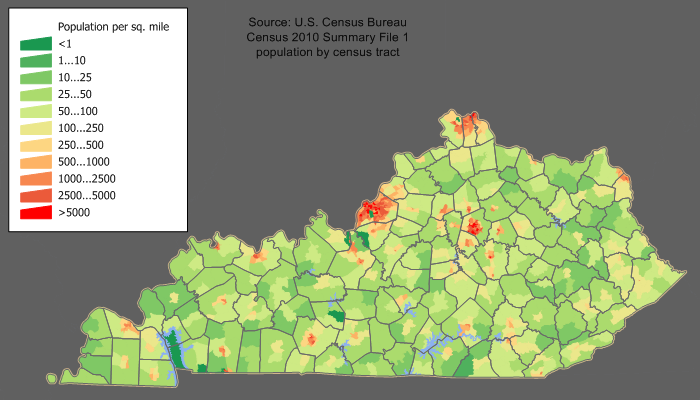
Kentucky népesség térképe

- Adairville, Albany, Alexandria, Allen, Allensville, Anchorage, Arlington, Ashland, Auburn, Audubon Park, Augusta
- Bancroft, Barbourmeade, Barbourville, Bardstown, Bardwell, Barlow, Beattyville, Beaver Dam, Bedford, Beechwood Village, Bellefonte, Bellemeade, Bellevue, Bellewood, Benham, Benton, Berea, Berry, Blackey, Blaine, Bloomfield, Blue Ridge Manor, Bonnieville, Booneville, Bowling Green, Bradfordsville, Brandenburg, Bremen, Briarwood, Brodhead, Broeck Pointe, Bromley, Brooksville, Brownsboro Farm, Brownsboro Village, Brownsville, Buckhorn, Burgin, Burkesville, Burnside, Butler,
- Cadiz, Calhoun, California, Calvert City, Camargo, Cambridge, Campbellsburg, Campbellsville, Campton, Caneyville, Carlisle, Carrollton, Carrsville, Catlettsburg, Cave City, Cecilia, Centertown, Central City, Clarkson, Clay, Clay City, Cloverport, Coal Run Village, Cold Spring, Coldstream, Columbia, Columbus, Concord, Corbin, Corinth, Corydon, Covington, Crab Orchard, Creekside, Crescent Springs, Crestview, Crestview Hills, Crestwood, Crittenden, Crofton, Crossgate, Cumberland, Cynthiana
- Danville, Dawson Springs, Dayton, Dingus, Dixon, Douglass Hills, Dover, Drakesboro, Druid Hills, Dry Ridge
- Earlington, Eddyville, Edgewood, Edmonton, Ekron, Elizabethtown, Elkhorn City, Elkton, Elsmere, Elwood, Eminence, Erlanger, Eubank, Evarts, Ewing,
- Fairfield, Fairview, Falmouth, Ferguson, Fincastle, Flatwoods, Fleming-Neon, Flemingsburg, Florence, Fordsville, Forest Hills, Fort Mitchell, Fort Thomas, Fort Wright, Fountain Run, Fox Chase, Frankfort, Franklin, Fredonia, Frenchburg, Fulton
- Gamaliel, Georgetown, Germantown, Ghent, Glasgow, Glencoe, Glenview, Glenview Hills, Glenview Manor, Goose Creek, Goshen, Grand Rivers, Gratz, Graymoor-Devondale, Grayson, Greensburg, Green Spring, Greenup, Greenville, Guthrie,
- Hanson, Hardin, Hardinsburg, Harlan, Harrodsburg, Hartford, Hawesville, Hazard, Hazel, Hell's Neck, Henderson, Hickman, Hickory Hill, Highland Heights, Hills and Dales, Hillview, Hindman, Hiseville, Hodgenville, Hollow Creek, Hollyvilla, Hopkinsville, Horse Cave, Houston Acres, Hunters Hollow, Hurstbourne, Hurstbourne Acres, Hustonville, Hyden
- Independence, Indian Hills, Inez, Irvine, Irvington, Island,
- Jackson, Jamestown, Jeffersontown, Jeffersonville, Jenkins, Junction City,
- Kenton Vale, Kevil, Kingsley, Kuttawa,
- La Center, LaFayette, La Grange, Lakeside Park, Lakeview Heights, Lancaster, Latonia Lakes, Lawrenceburg, Lebanon, Lebanon Junction, Leitchfield, Lewisburg, Lewisport, Lexington, Lexington Greene, Liberty, Lincolnshire, Livermore, Livingston, London, Lone Oak, Loretto, Louisa, Louisville, Loyall, Ludlow, Lynch, Lyndon, Lynnview,
- McHenry, McKee, Mackville, Madisonville, Manchester, Manor Creek, Marion, Martin, Maryhill Estates, Mayfield, Maysville, Meadowbrook Farm, Meadow Vale, Meadowview Estates, Melbourne, Mentor, Middlesborough, Middletown, Midway, Millersburg, Milton, Minor Lane, Heights, Mockingbird Valley, Monkey's Eyebrow, Monterey, Monticello, Moorland, Morehead, Morganfield, Morgantown, Mortons Gap, Mount Olivet, Mount Sterling, Mount Vernon, Mount Washington, Muldraugh, Munfordville, Murray, Murray Hill,
- Nebo, New Castle, New Haven, Newport, Nicholasville, Norbourne Estates, Northfield, North Middletown, Nortonville, Norwood
- Oak Grove, Oakland, Old Brownsboro Place, Olive Hill, Orchard Grass Hills, Owensboro, Owenton, Owingsville,
- Paducah, Paintsville, Paris, Park City, Park Hills, Park Lake, Parkway Village, Pembroke, Perryville, Pewee Valley, Pikeville, Pineville, Pioneer Village, Pippa Passes, Plantation, Pleasureville, Plum Springs, Poplar Hills, Powderly, Prestonsburg, Prestonville, Princeton, Prospect,
- Raceland, Radcliff, Ravenna, Raywick, Richlawn, Richmond, River Bluff, Riverwood, Robards, Rochester, Rockport, Rolling Fields, Rolling Hills, Rowletts, Russell, Russell Springs, Russellville, Ryland Heights
- Sacramento, Sadieville, St. Charles, St. Matthews, St. Regis Park, Salem, Salt Lick, Salyersville, Sanders, Sandy Hook, Sardis, Science Hill, Scottsville, Sebree, Seneca Gardens, Sharpsburg, Shelbyville, Shepherdsville, Shively, Silver Grove, Simpsonville, Slaughters, Smithfield, Smithland, Smiths Grove, Somerset, Sonora, South Carrollton, Southgate, South Park View, South Shore, Sparta, Springfield, Spring Valley, Stamping Ground, Stanford, Stanton, Strathmoor Manor, Strathmoor Village, Sturgis, Sycamore,
- Taylor Mill, Taylorsville, Ten Broeck, Thornhill, Tompkinsville, Trenton,
- Union, Uniontown, Upton,
- Vanceburg, Versailles, Vicco, Villa Hills, Vine Grove
- Wallins Creek, Walton, Warfield, Warsaw, Water Valley, Watterson Park, Waverly, Wayland, Wellington, West Buechel, West Liberty, West Point, Westwood, Wheatcroft, Wheelwright, White Plains, Whitesburg, Whitesville, Wickliffe, Wilder, Wildwood, Williamsburg, Williamstown, Willisburg, Winchester, Windy Hills, Wingo, Woodburn, Woodbury, Woodland Hills, Woodlawn, Woodlawn Park, Worthington, Worthington Hills, Worthville, Wurtland

## Képgaléria

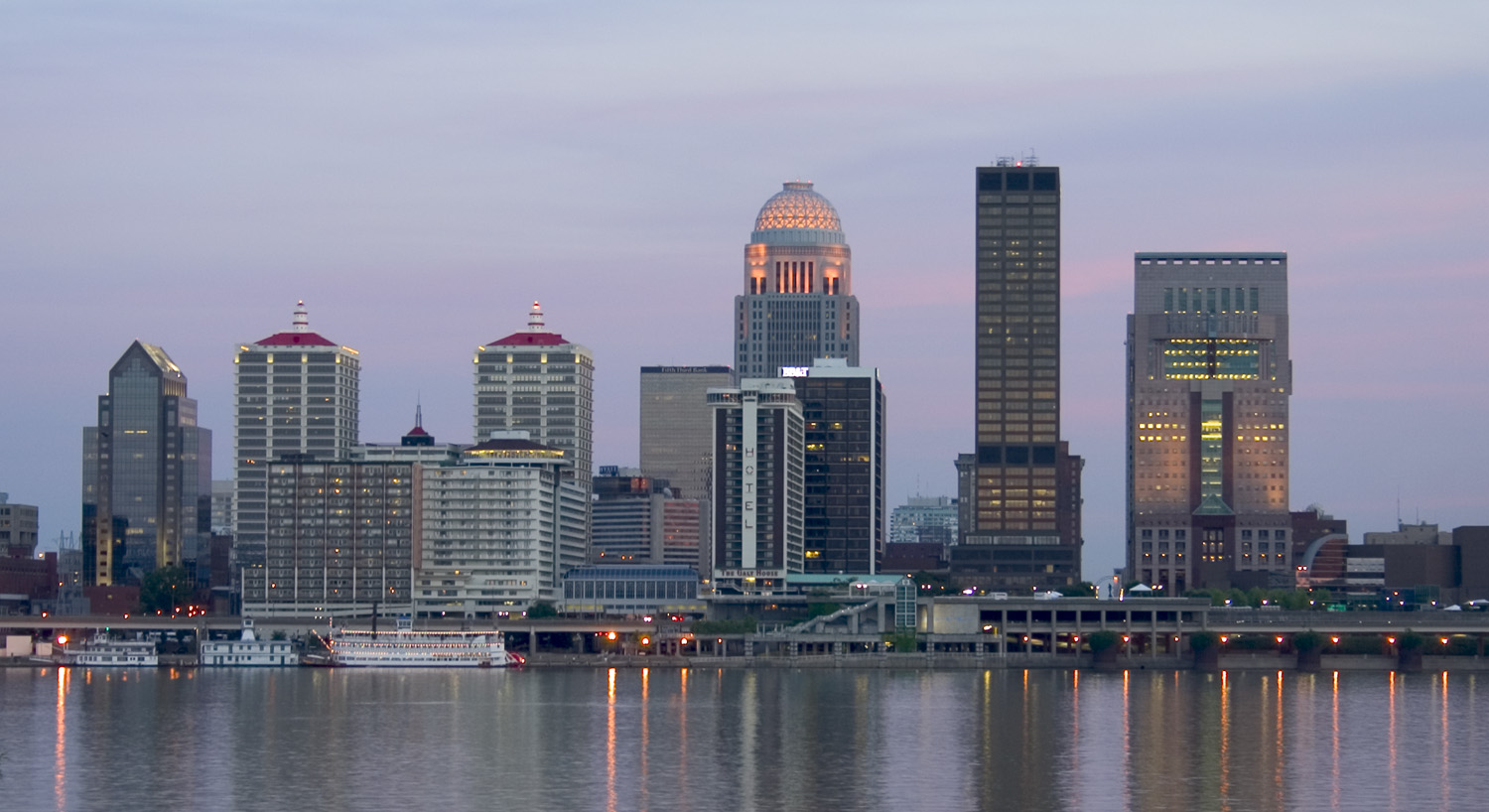
Louisville, a legnagyobb város Kentucky államban
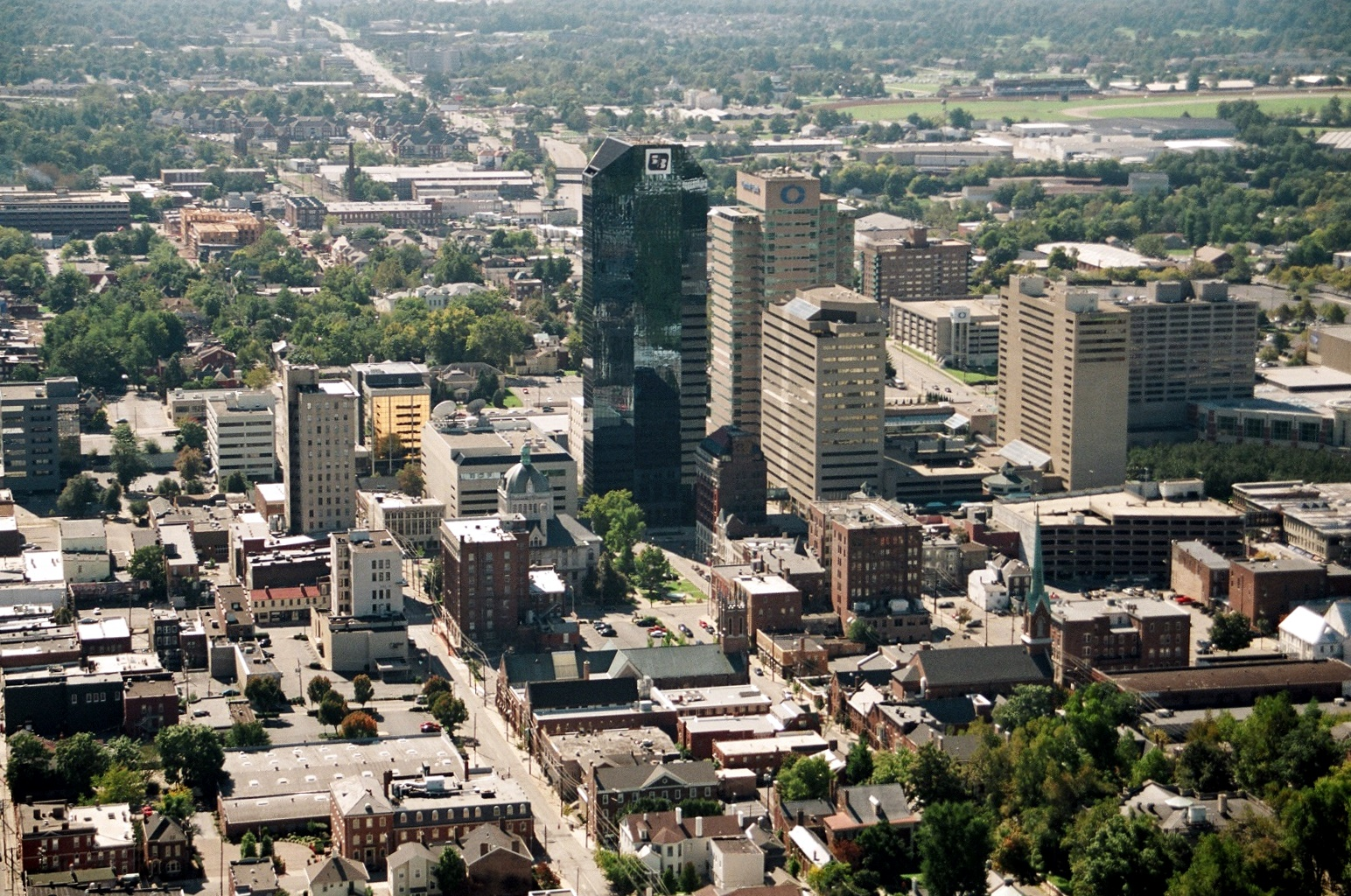
Lexington, otthona a  Kentucky Egyetemnek
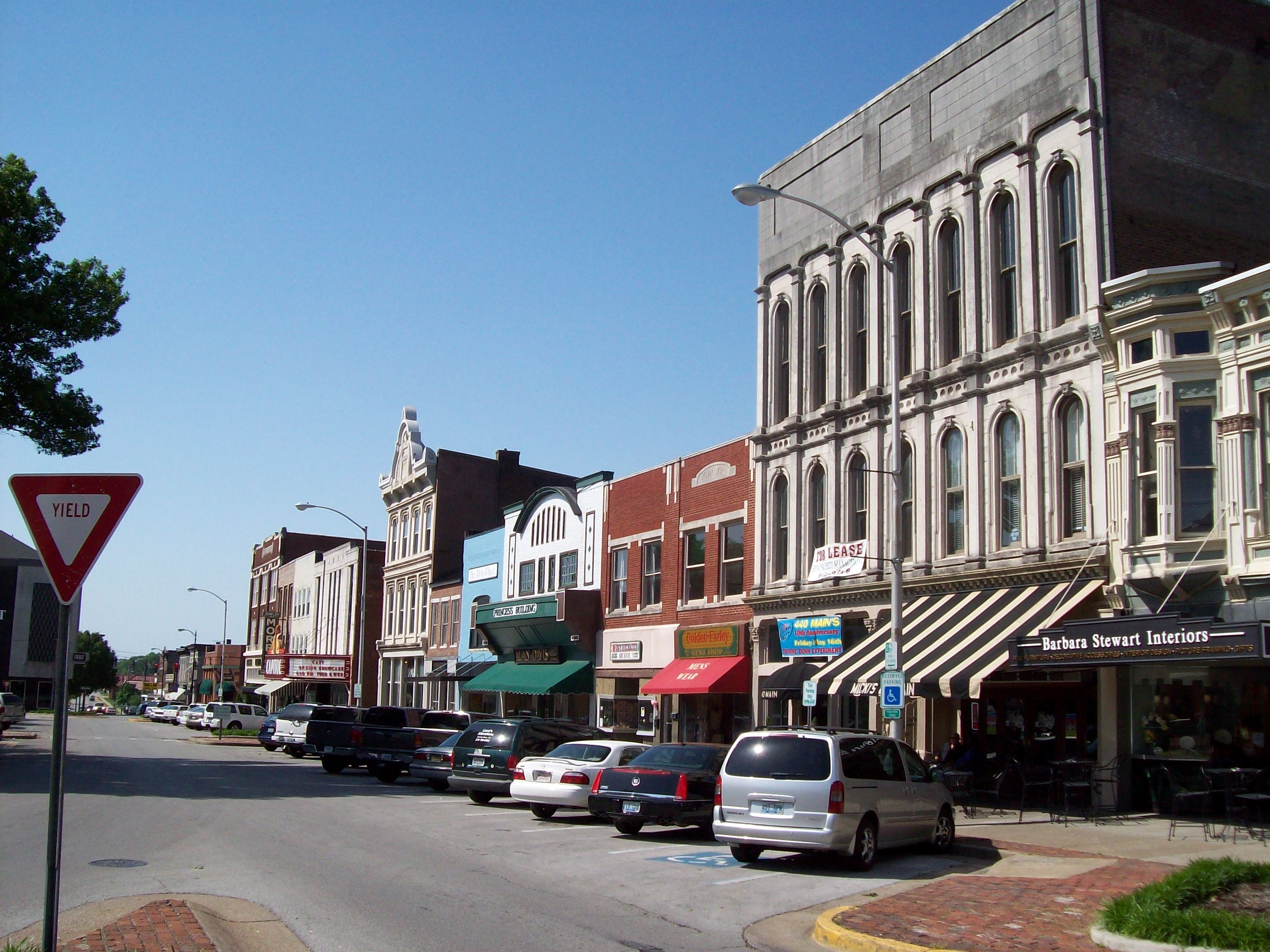
Bowling Green
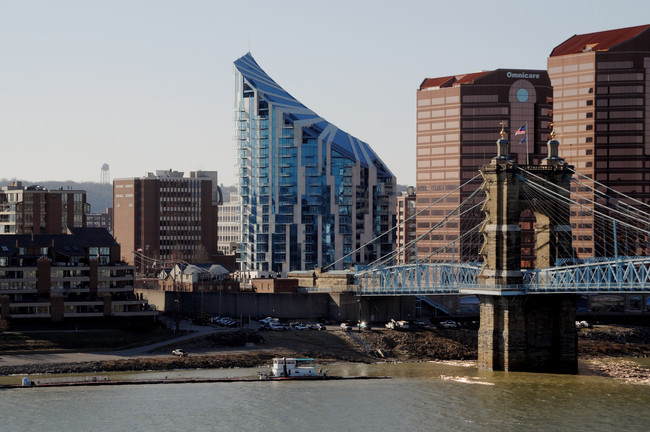
Covington, elővárosa Cincinnati városnak
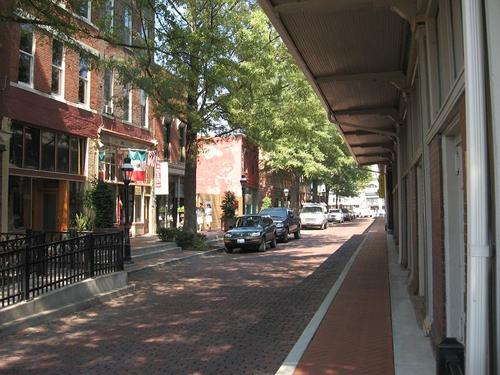
Paducah
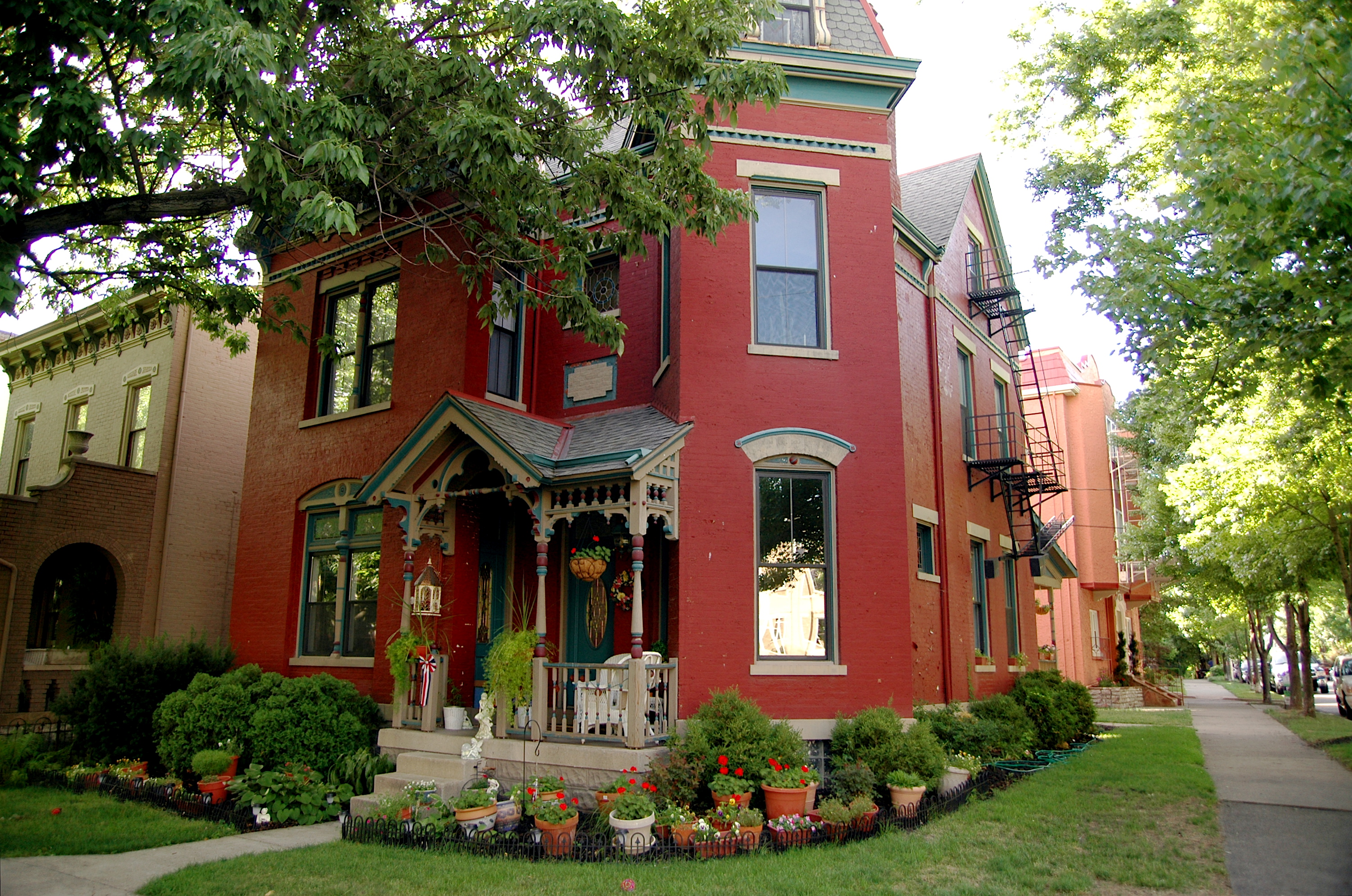
Newport
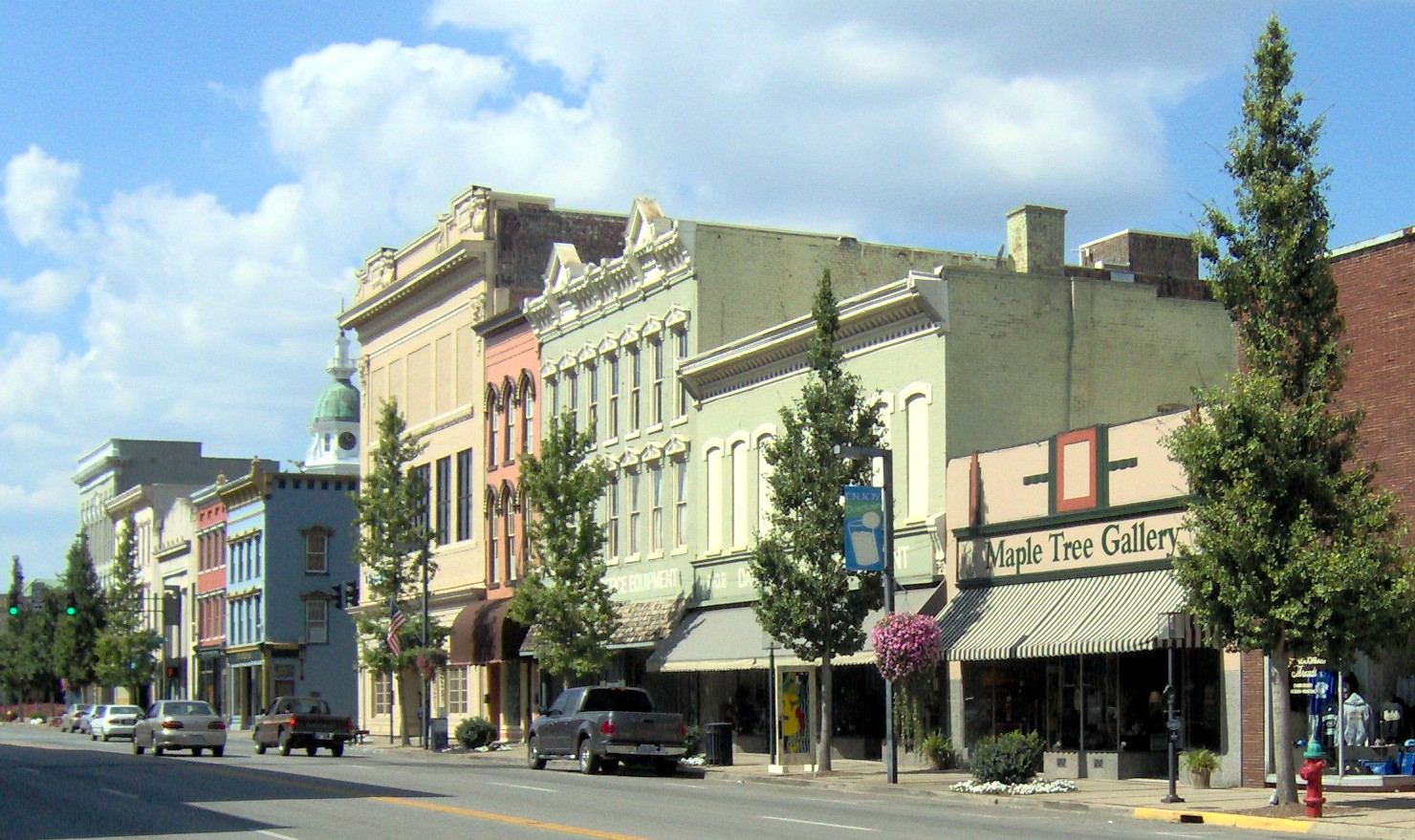
Danville, home of Centre College.
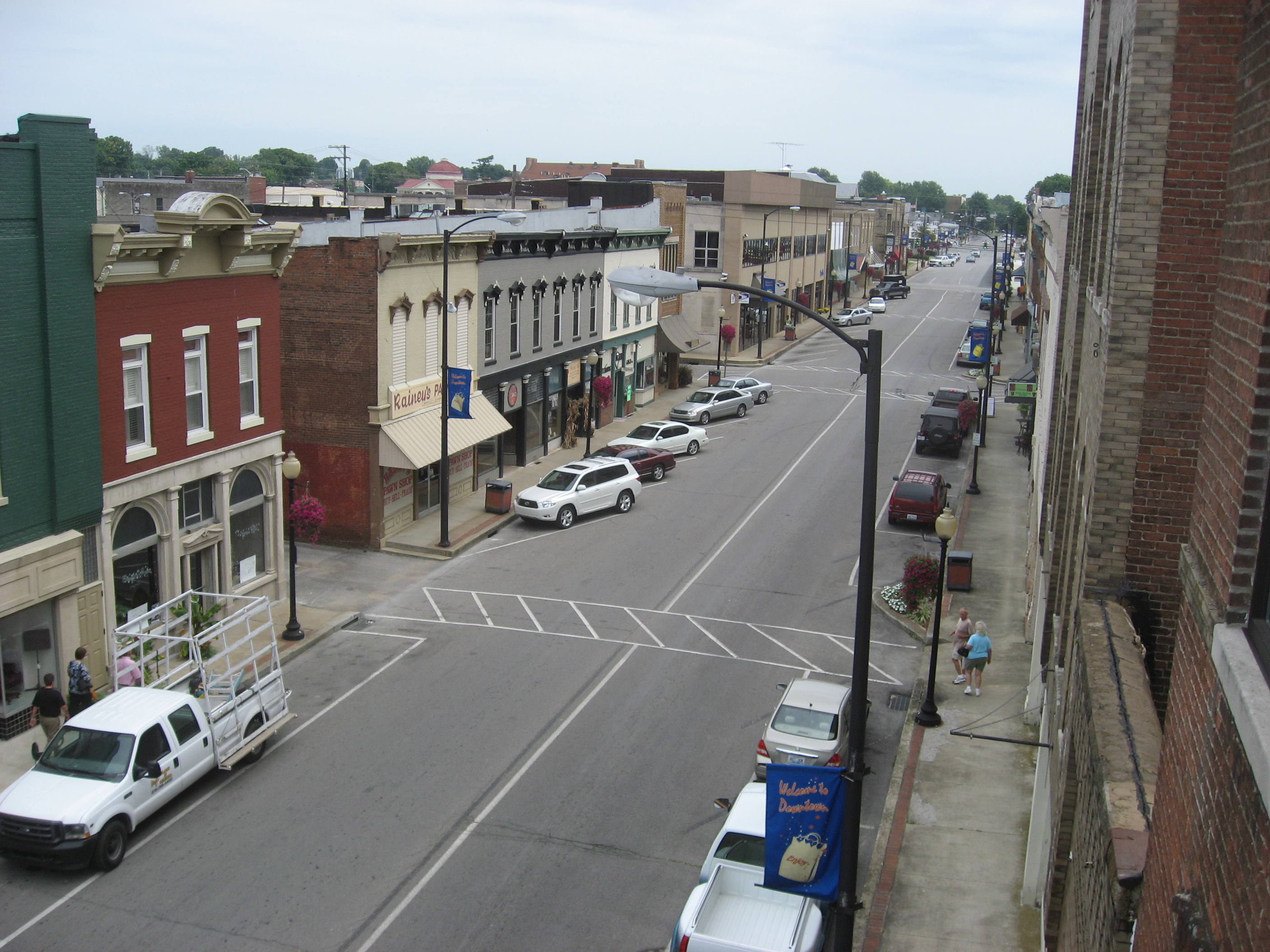
Campbellsville
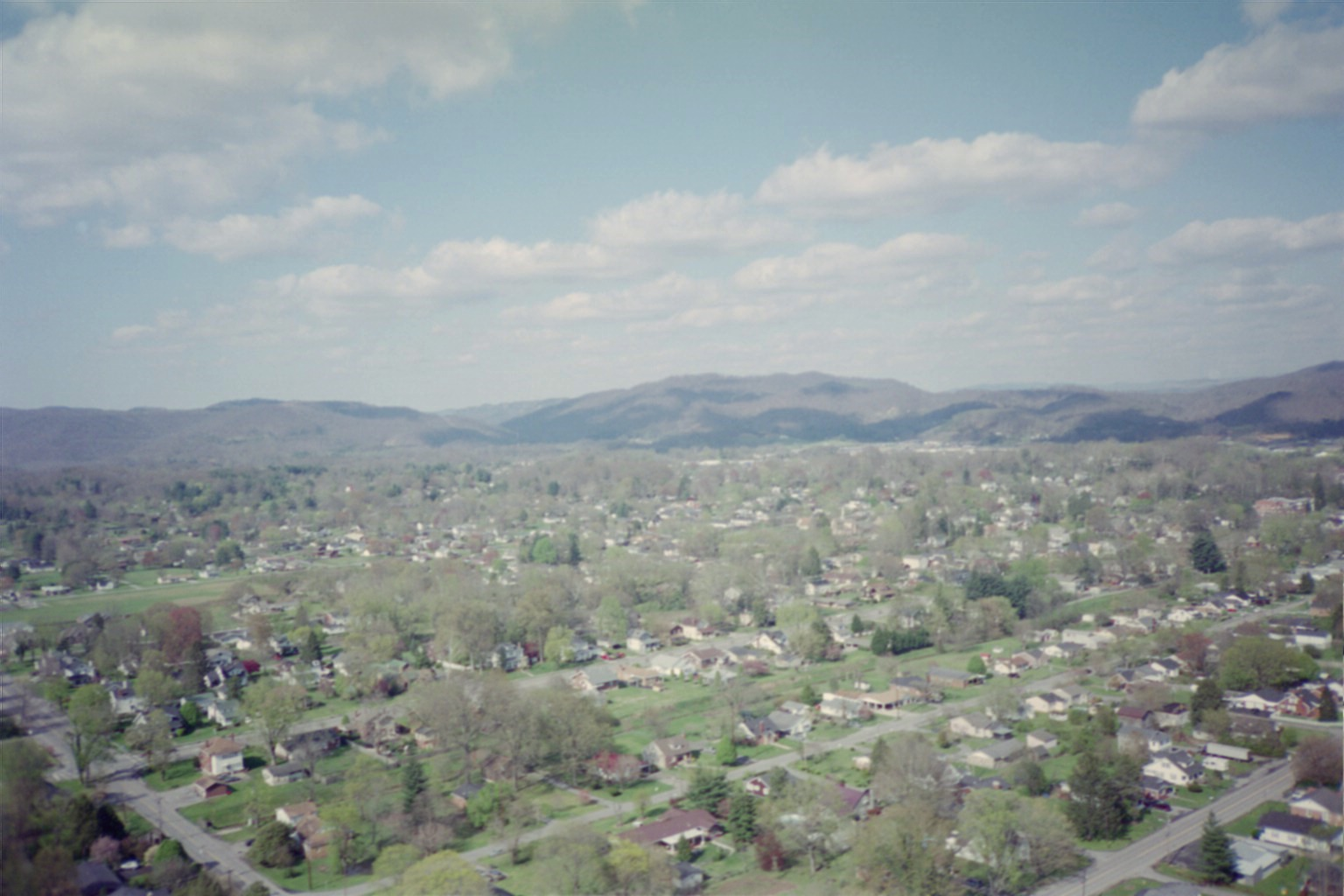
Middlesboro
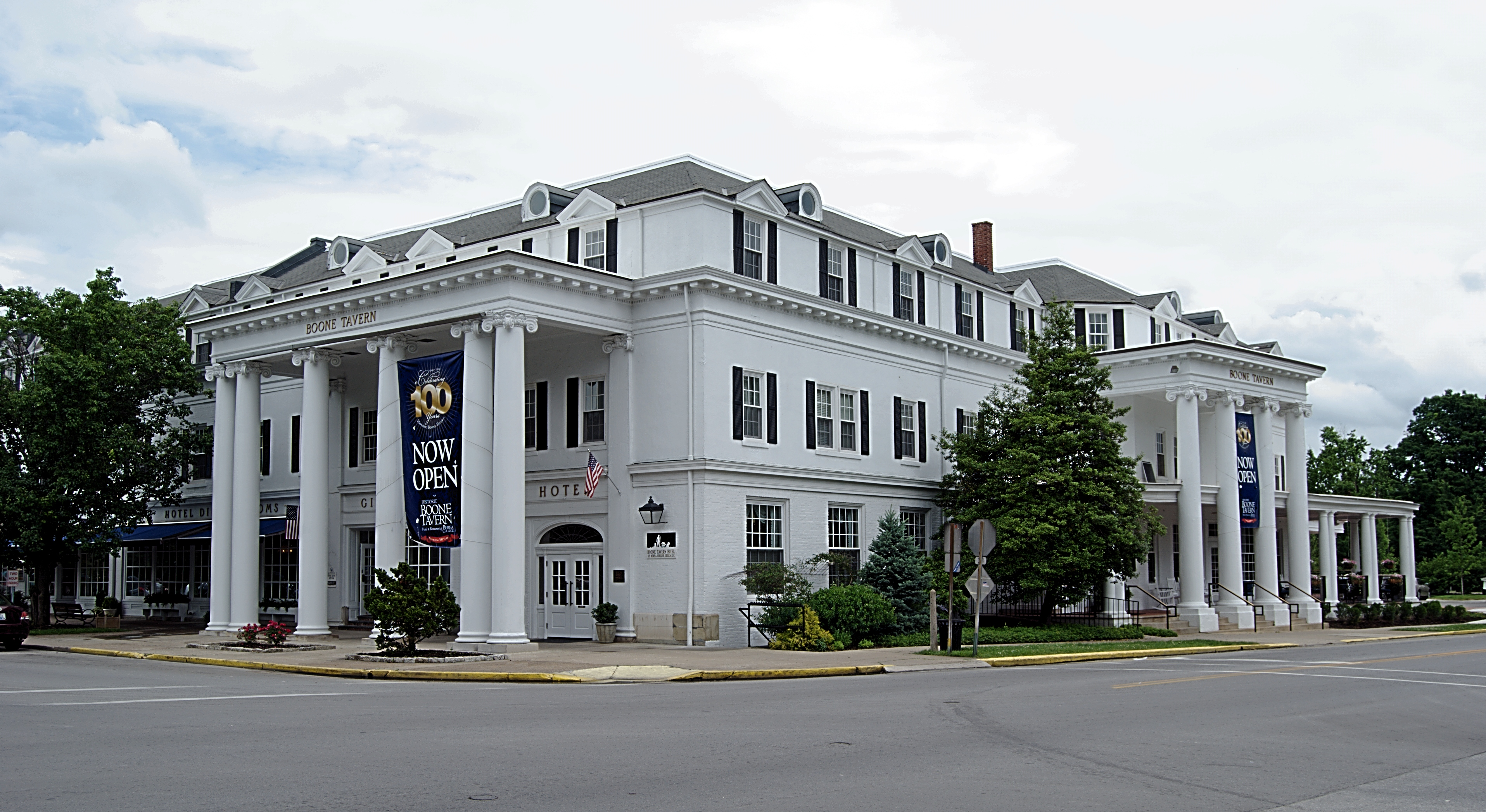
Berea
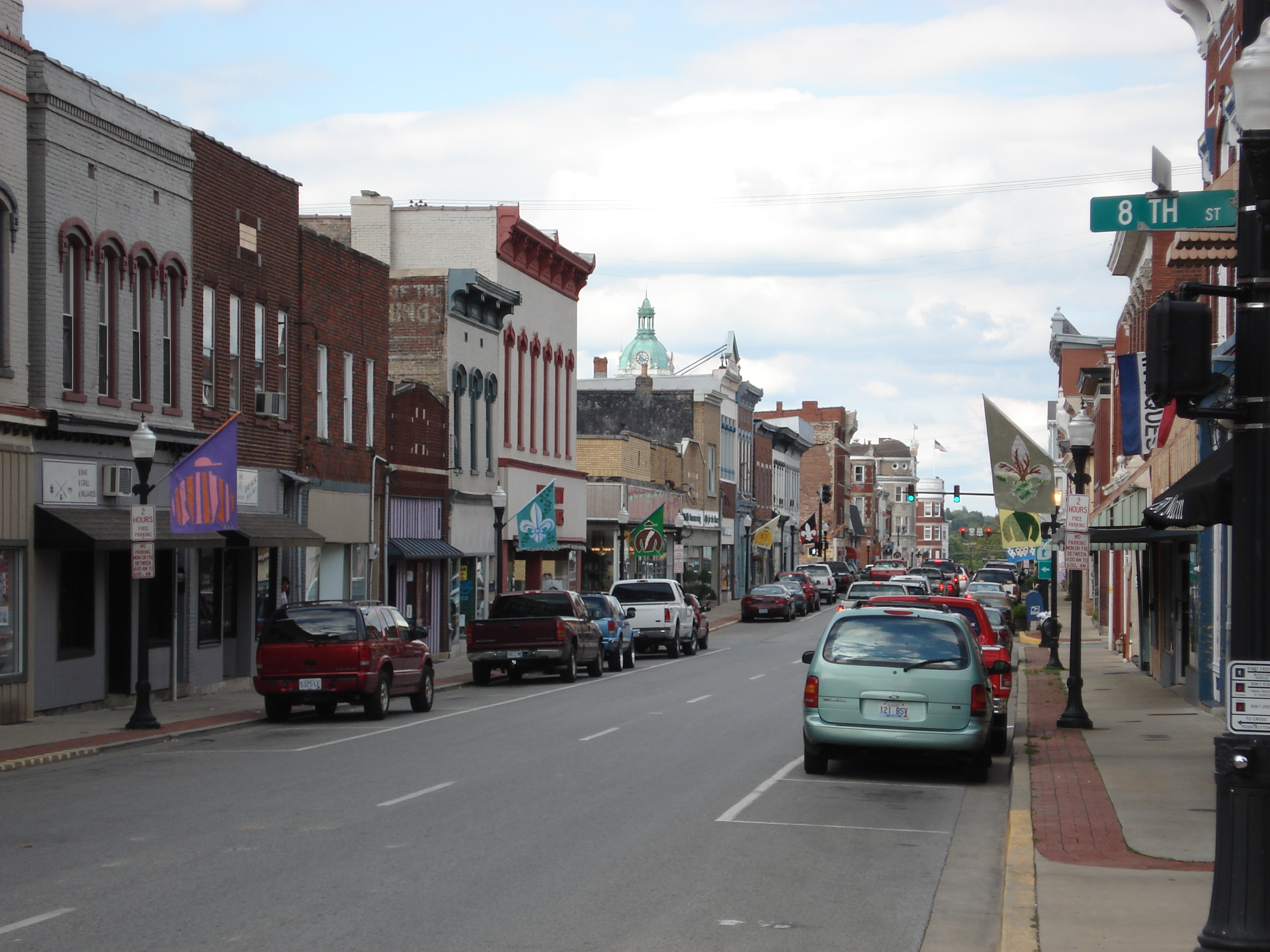
Paris
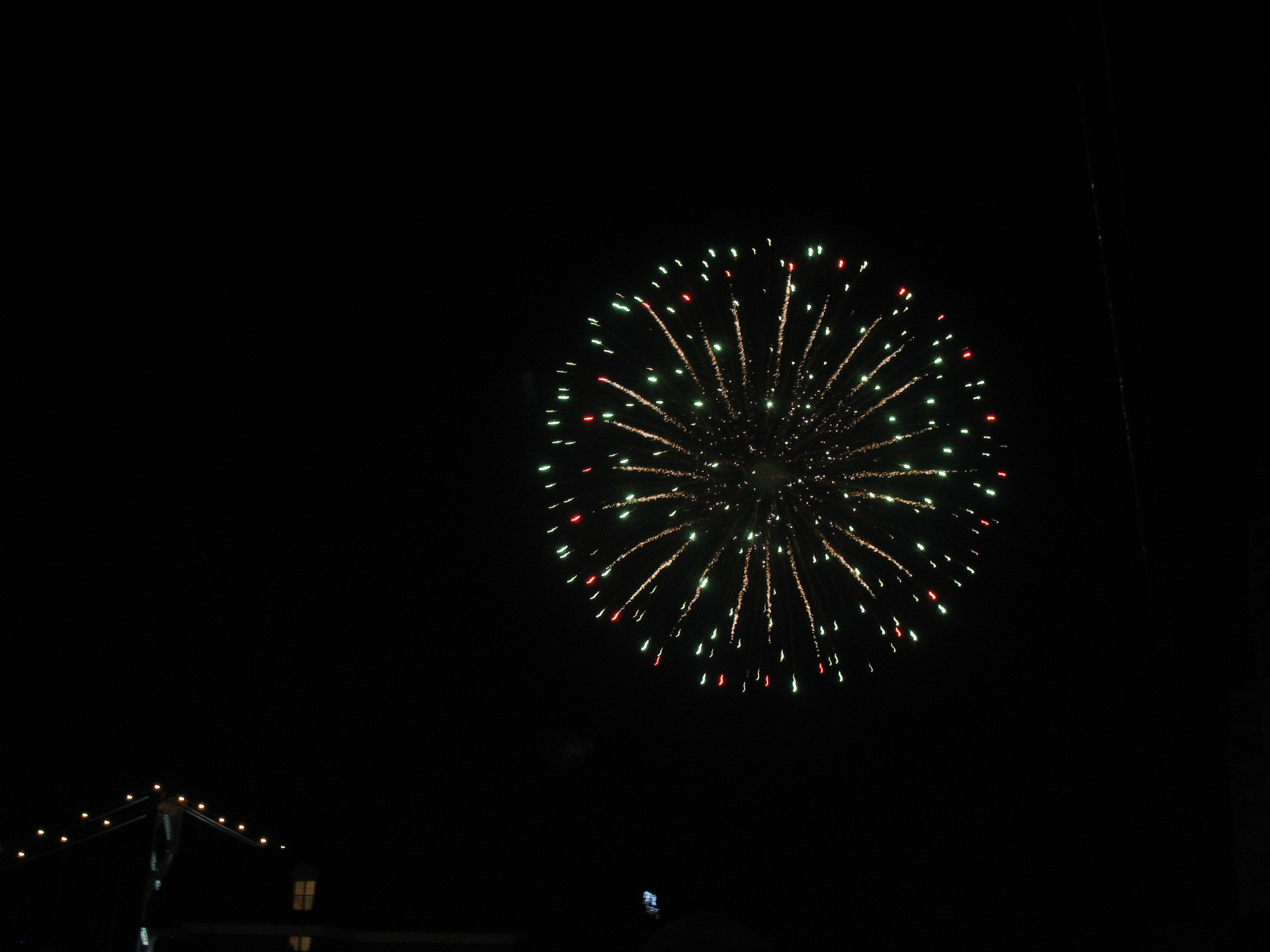
Maysville
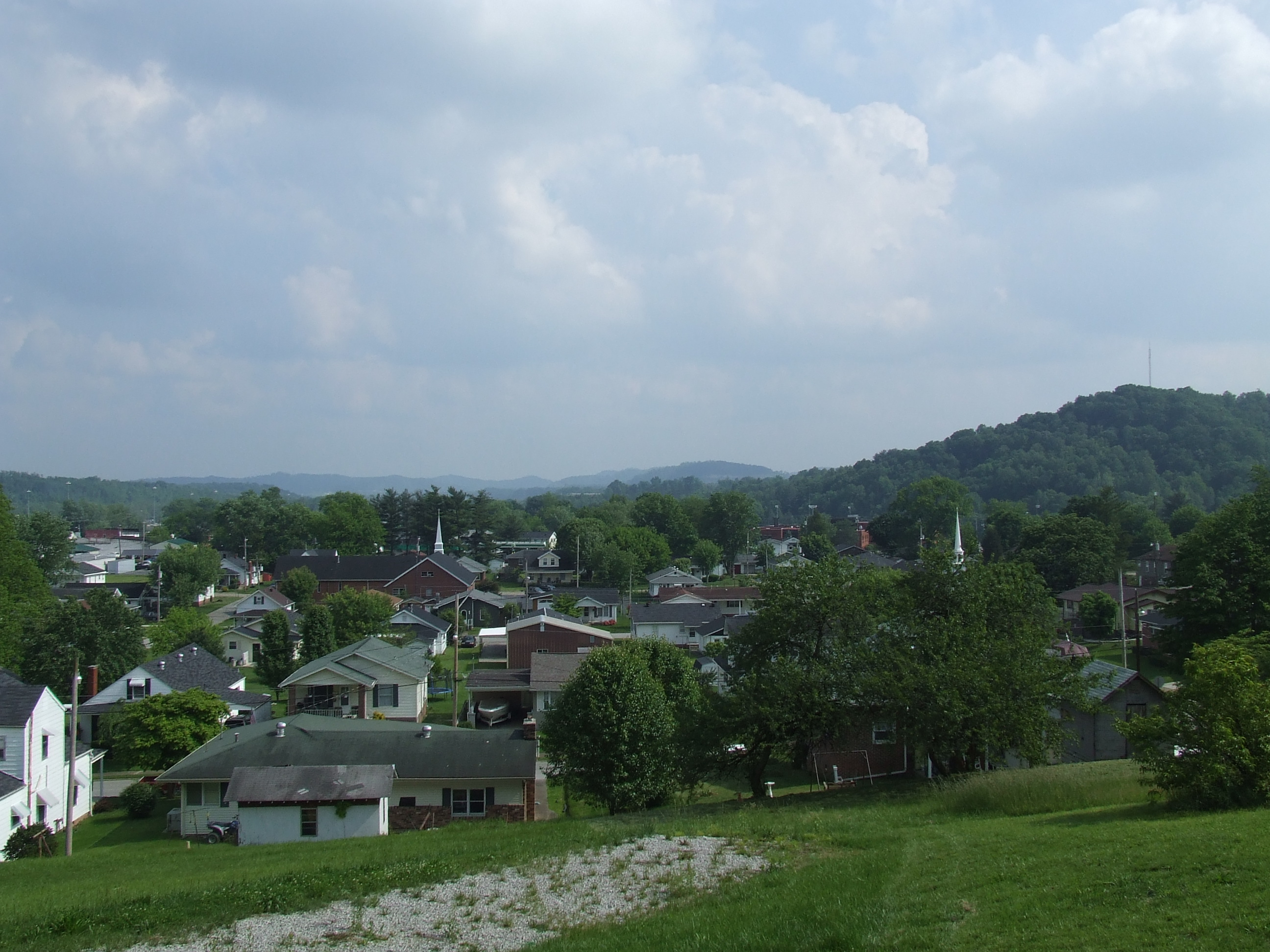
Corbin
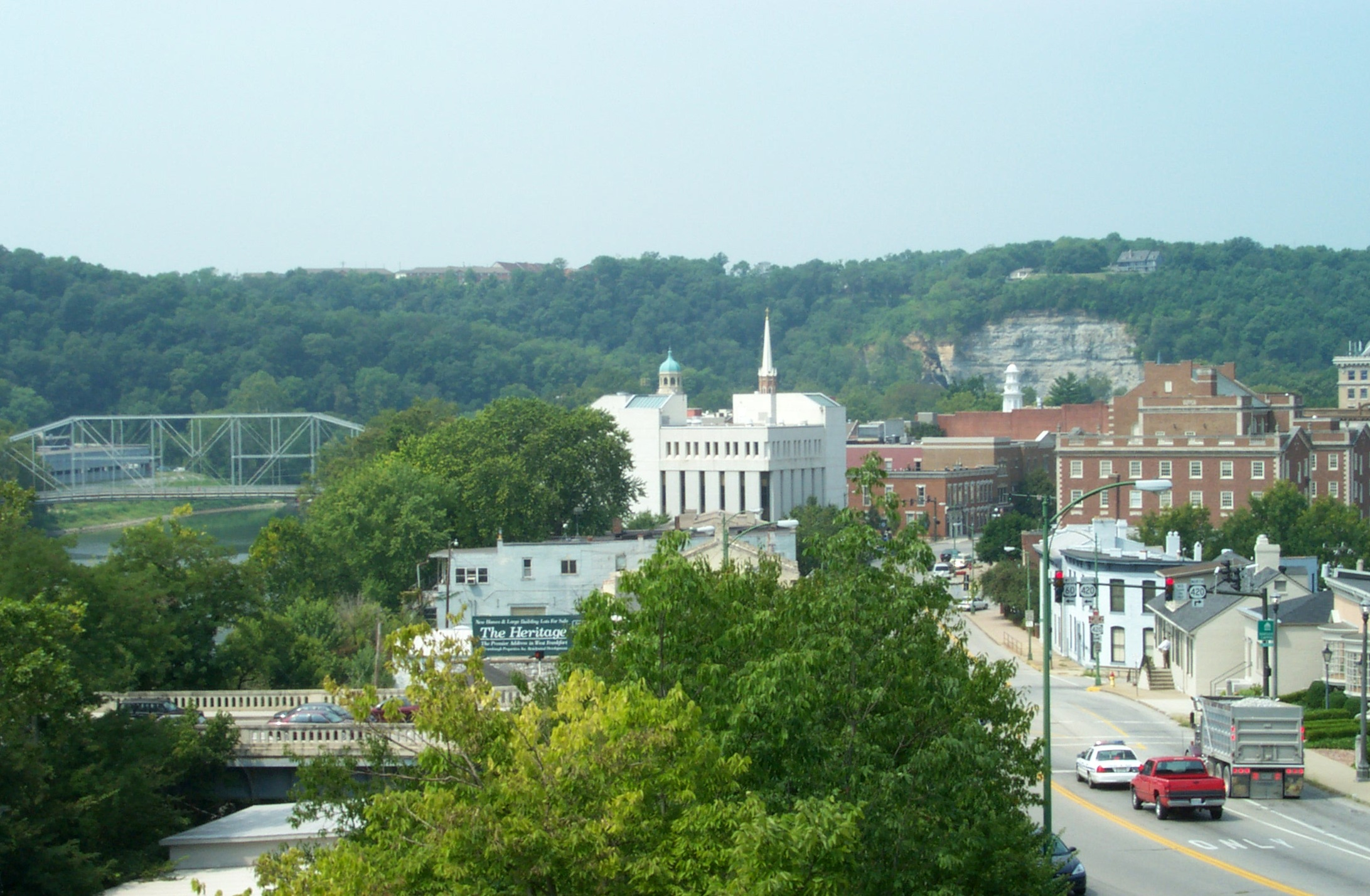
Frankfort, the state capital
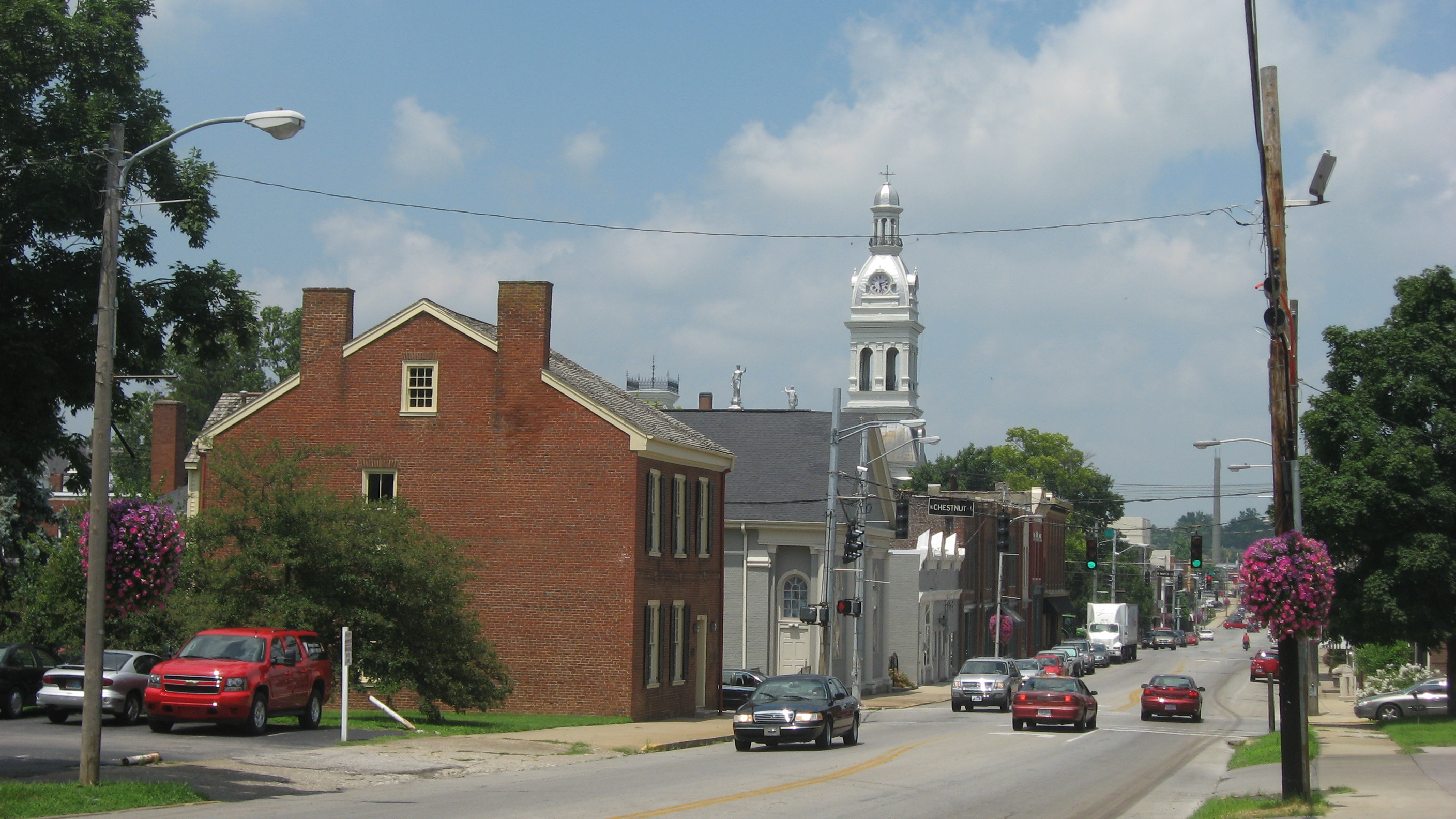
Nicholasville
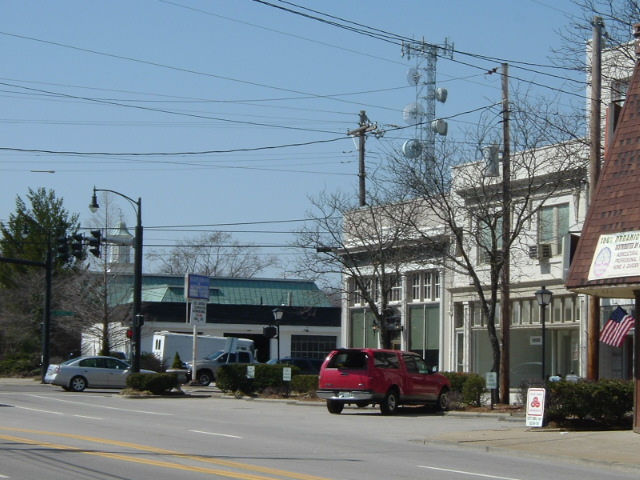
Jeffersontown
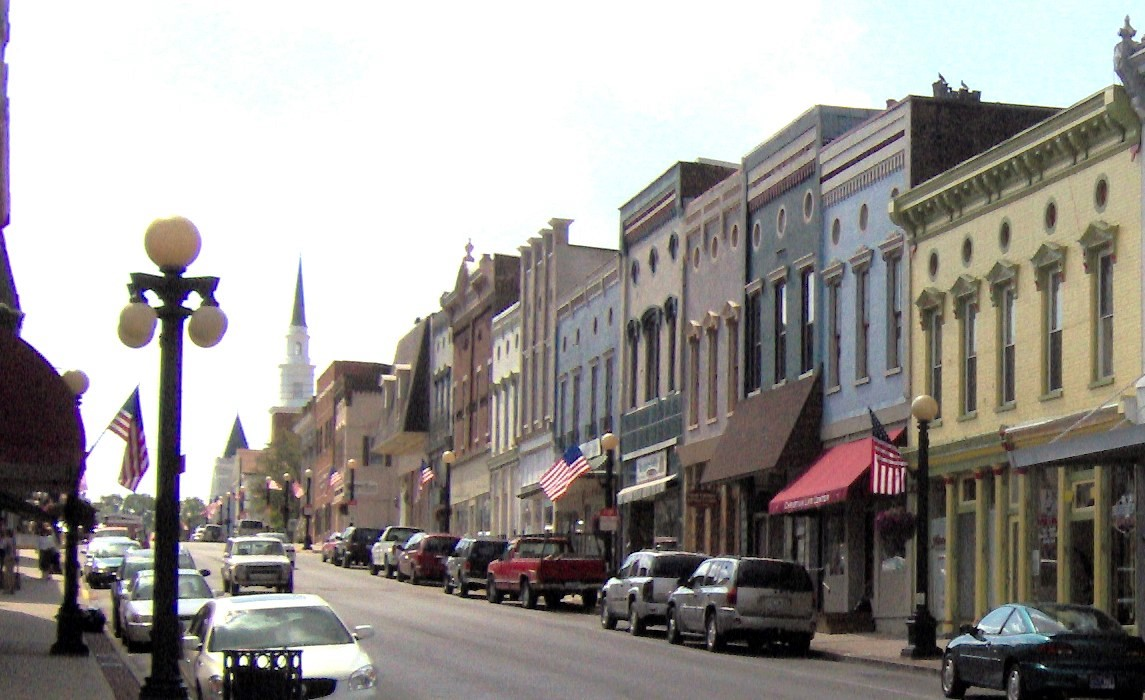
Harrodsburg
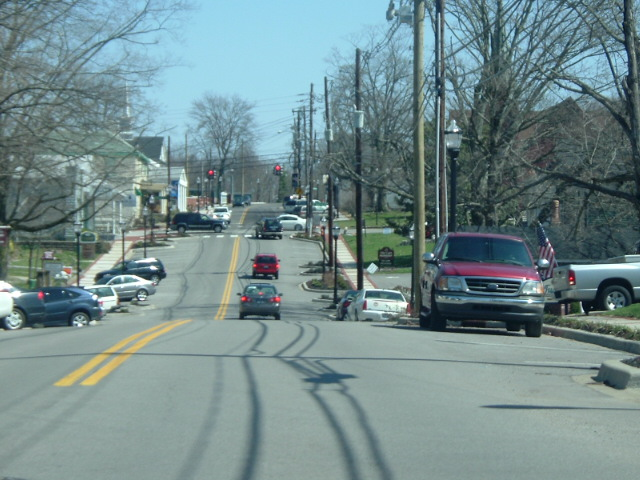
Middletown
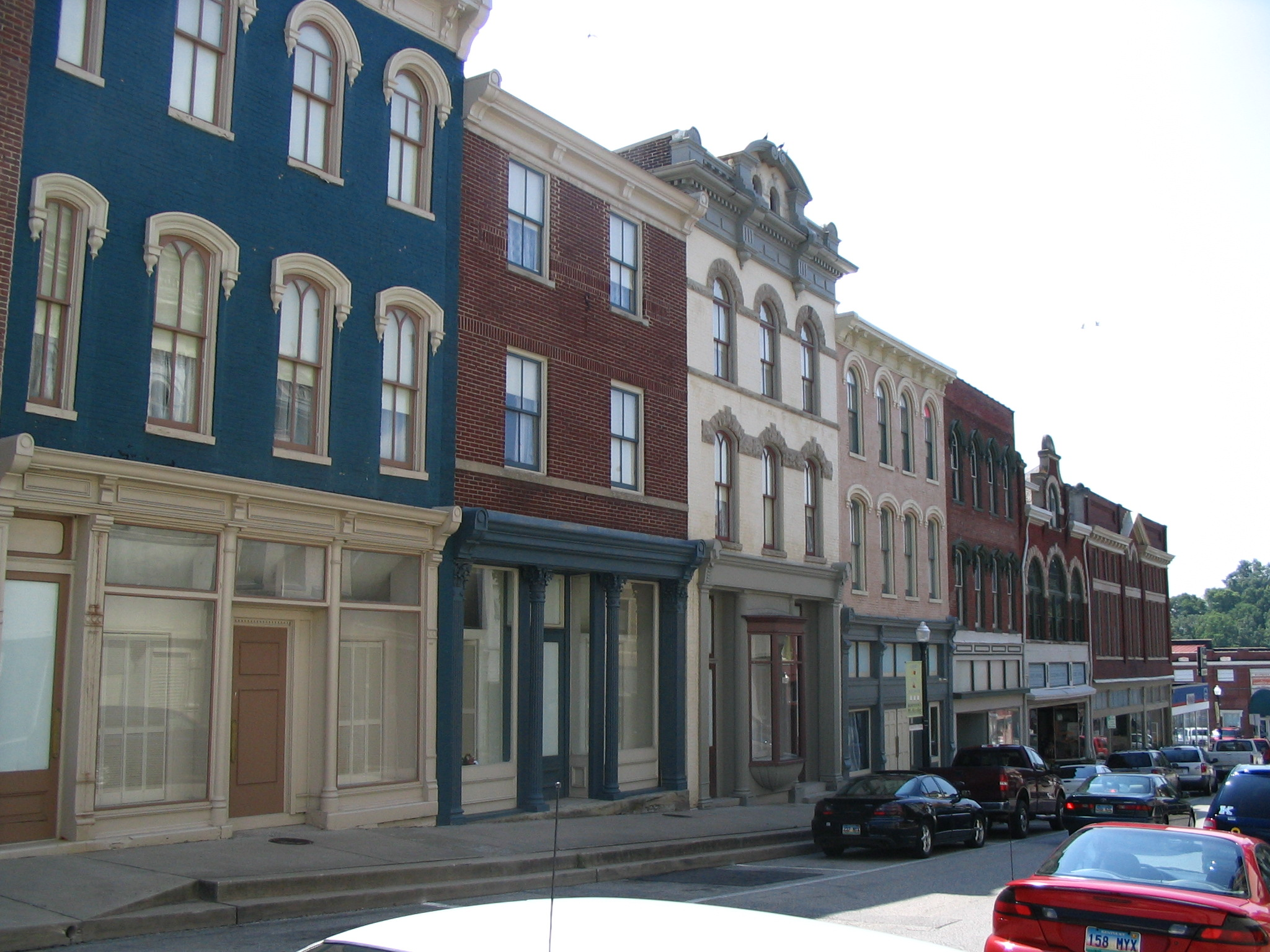
Mount Sterling
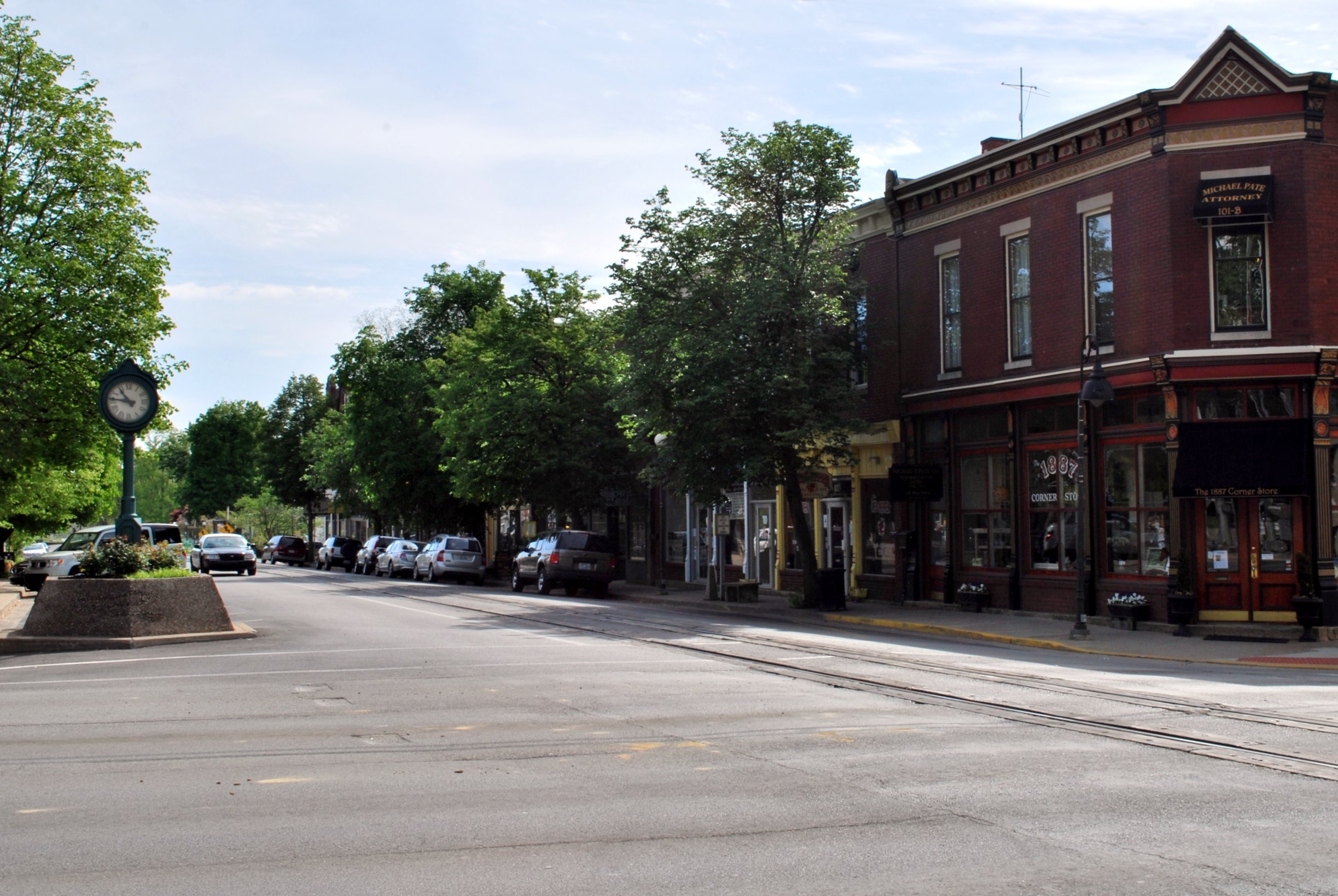
La Grange
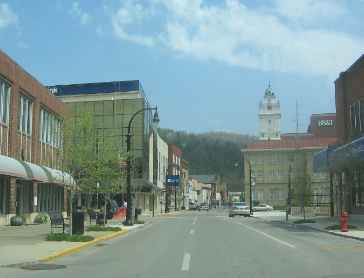
Pikeville
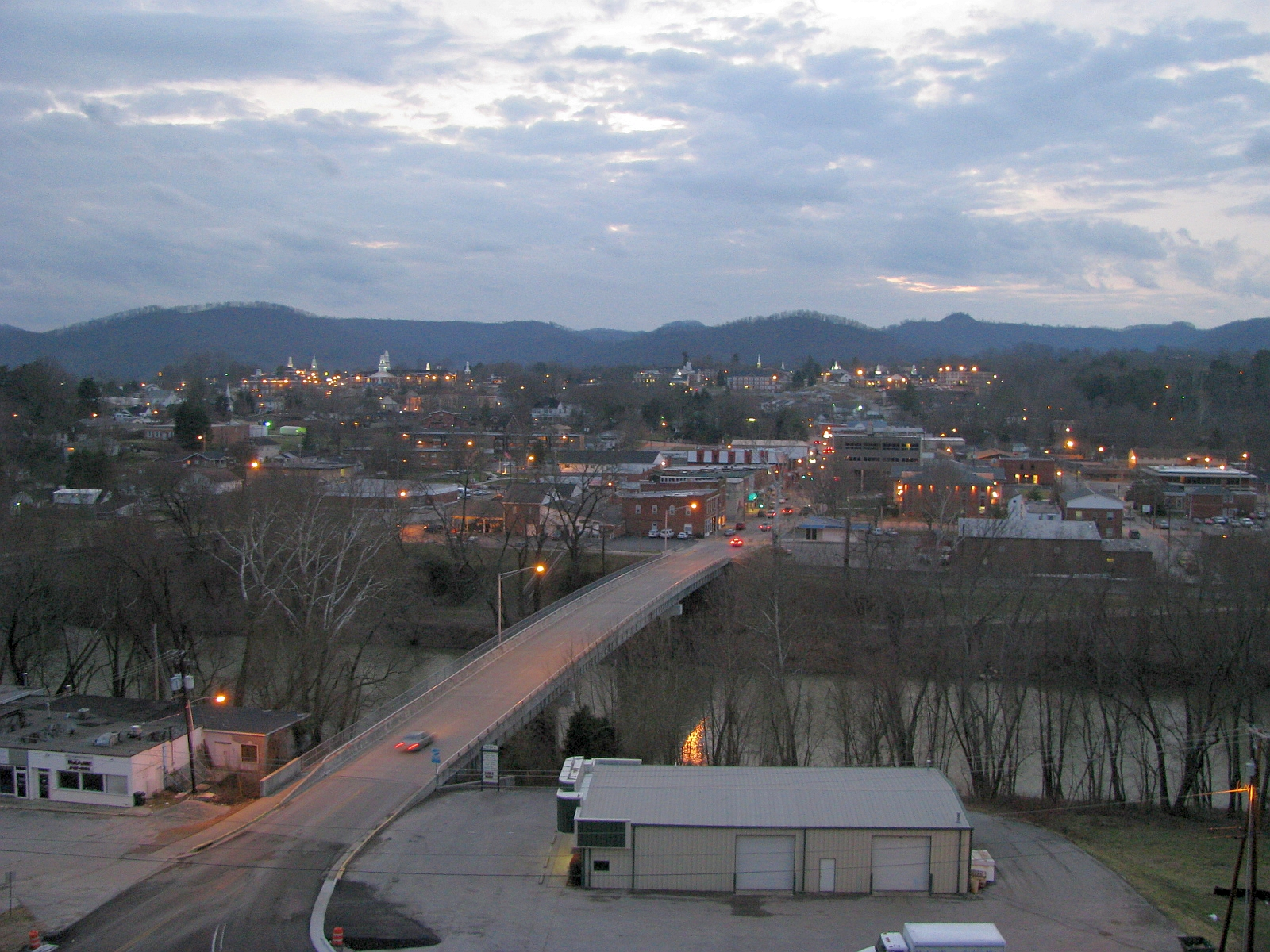
Williamsburg
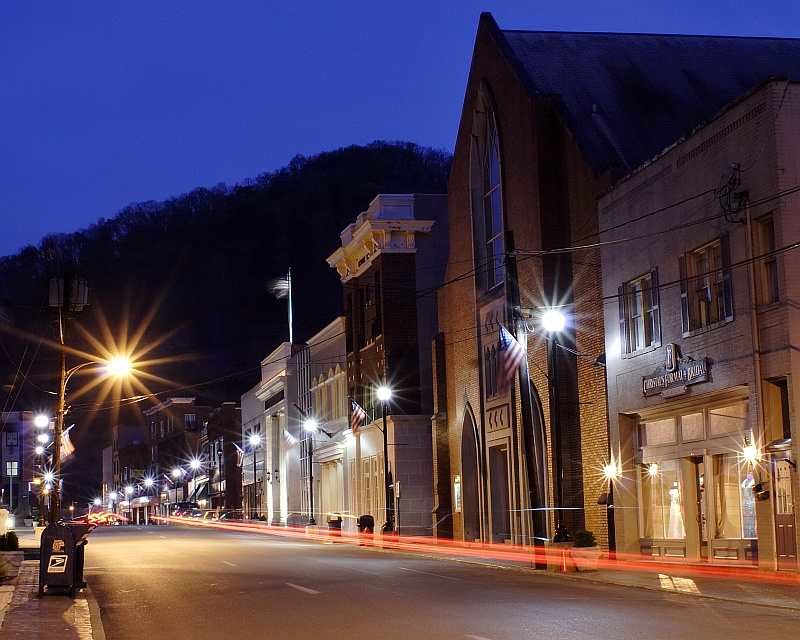
Hazard
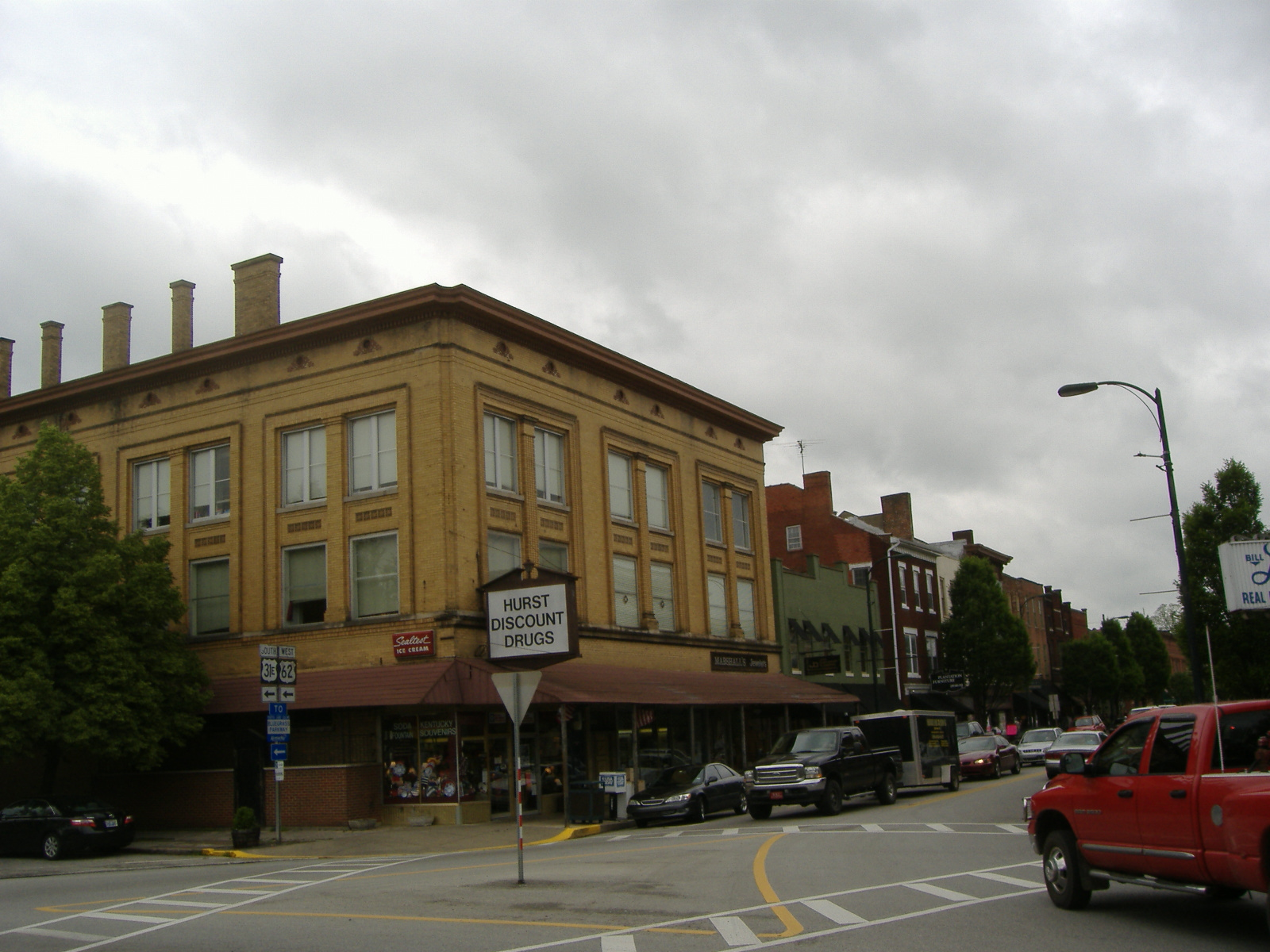
Bardstown, home of "My Old Kentucky Home"
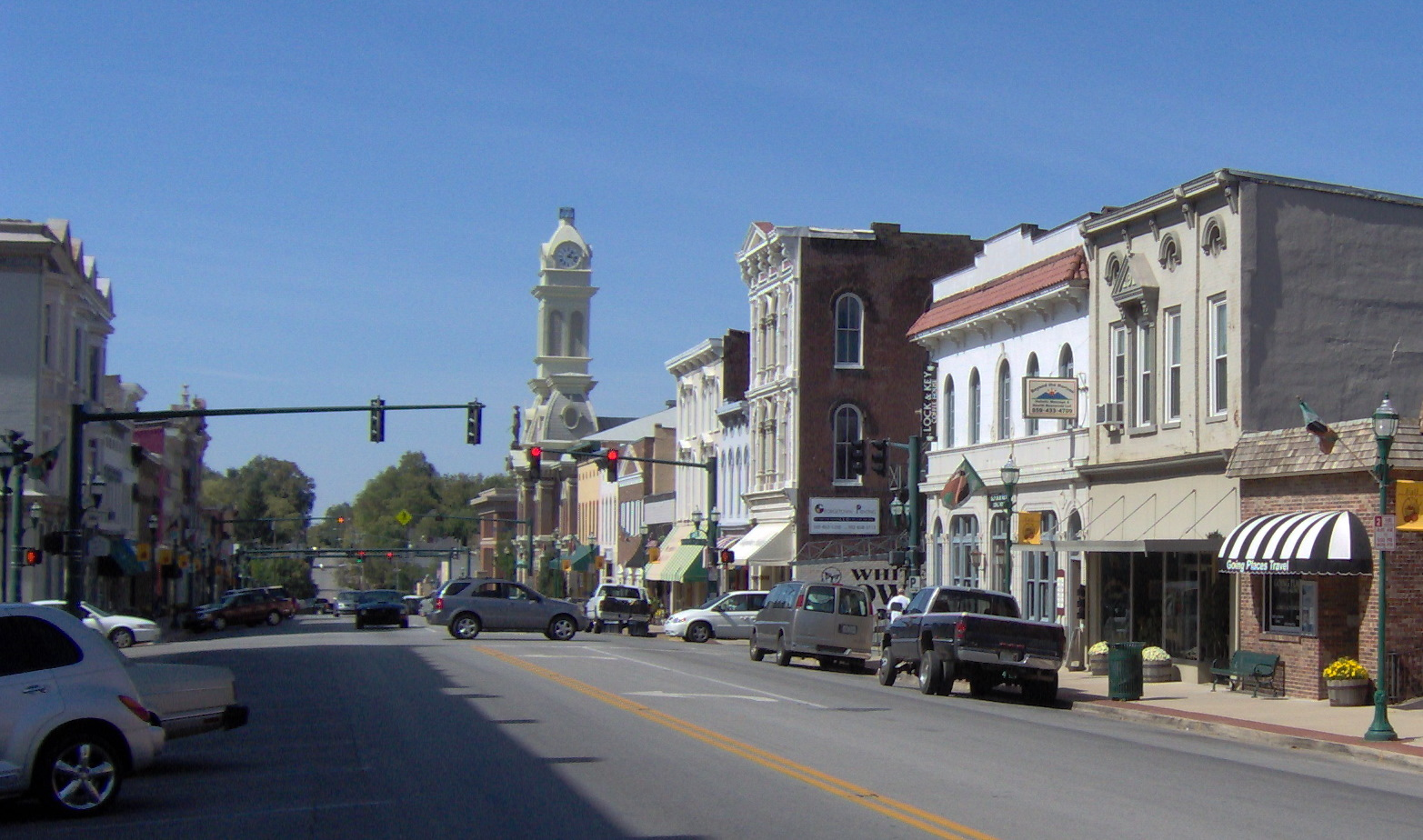
Georgetown
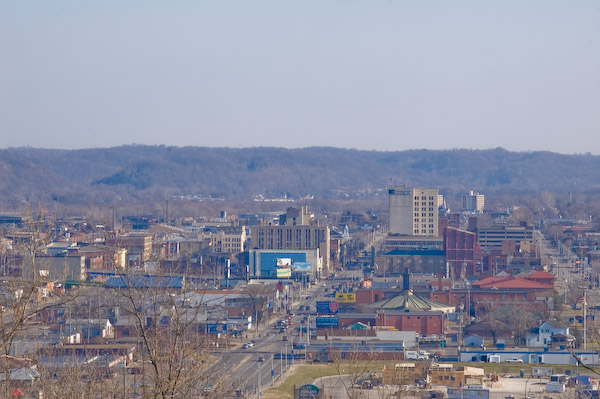
Ashland
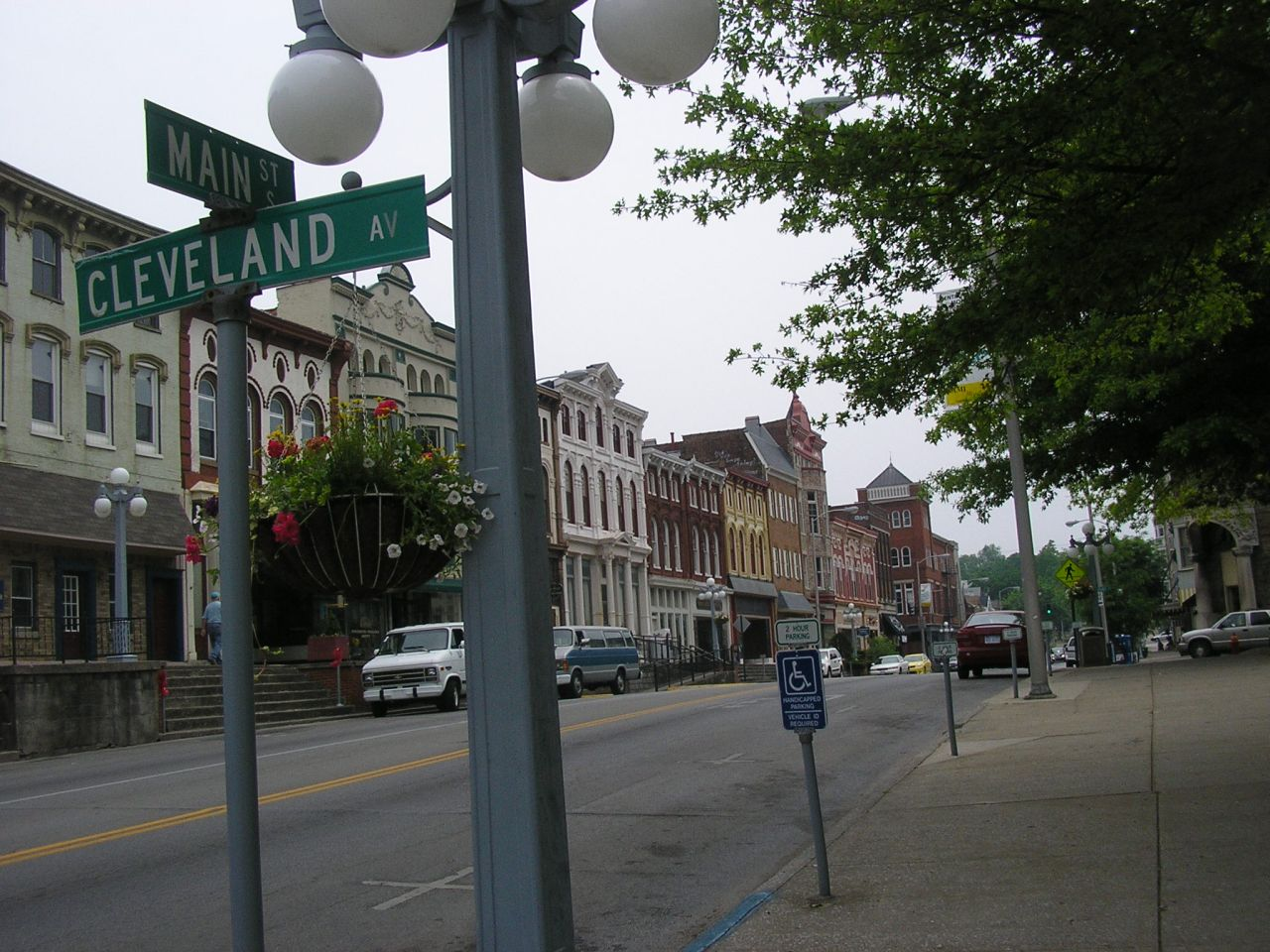
Winchester
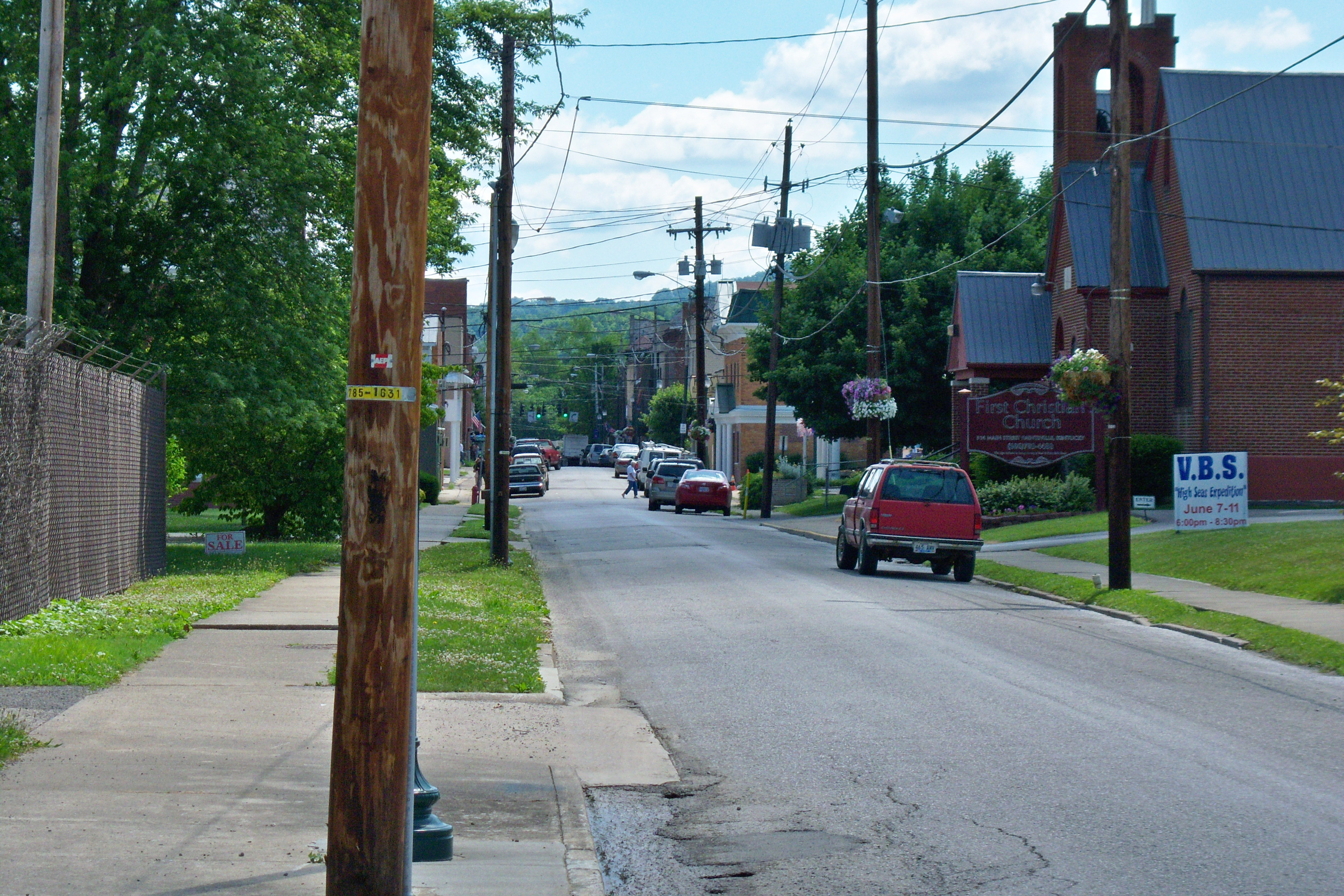
Paintsville
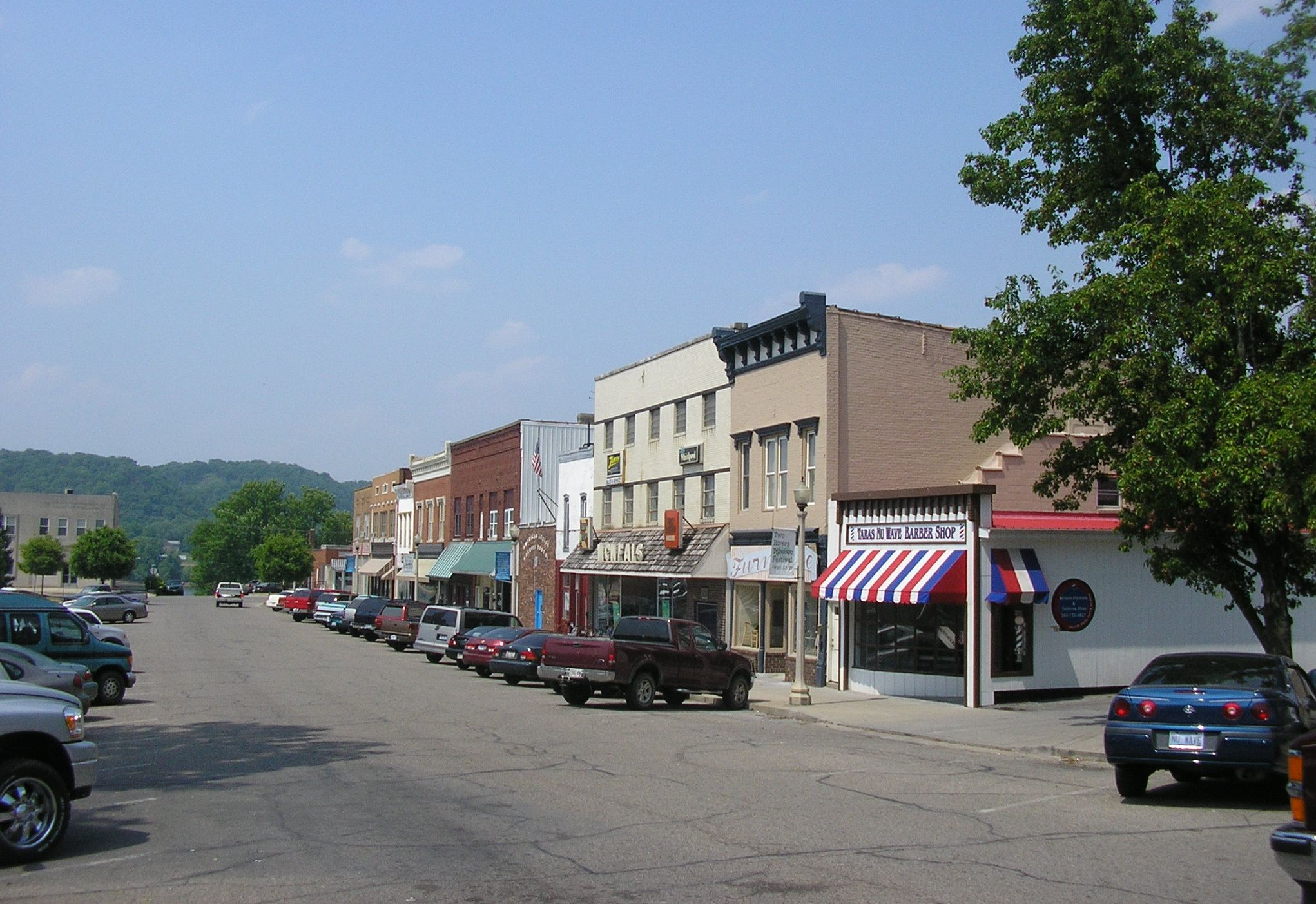
Carrollton
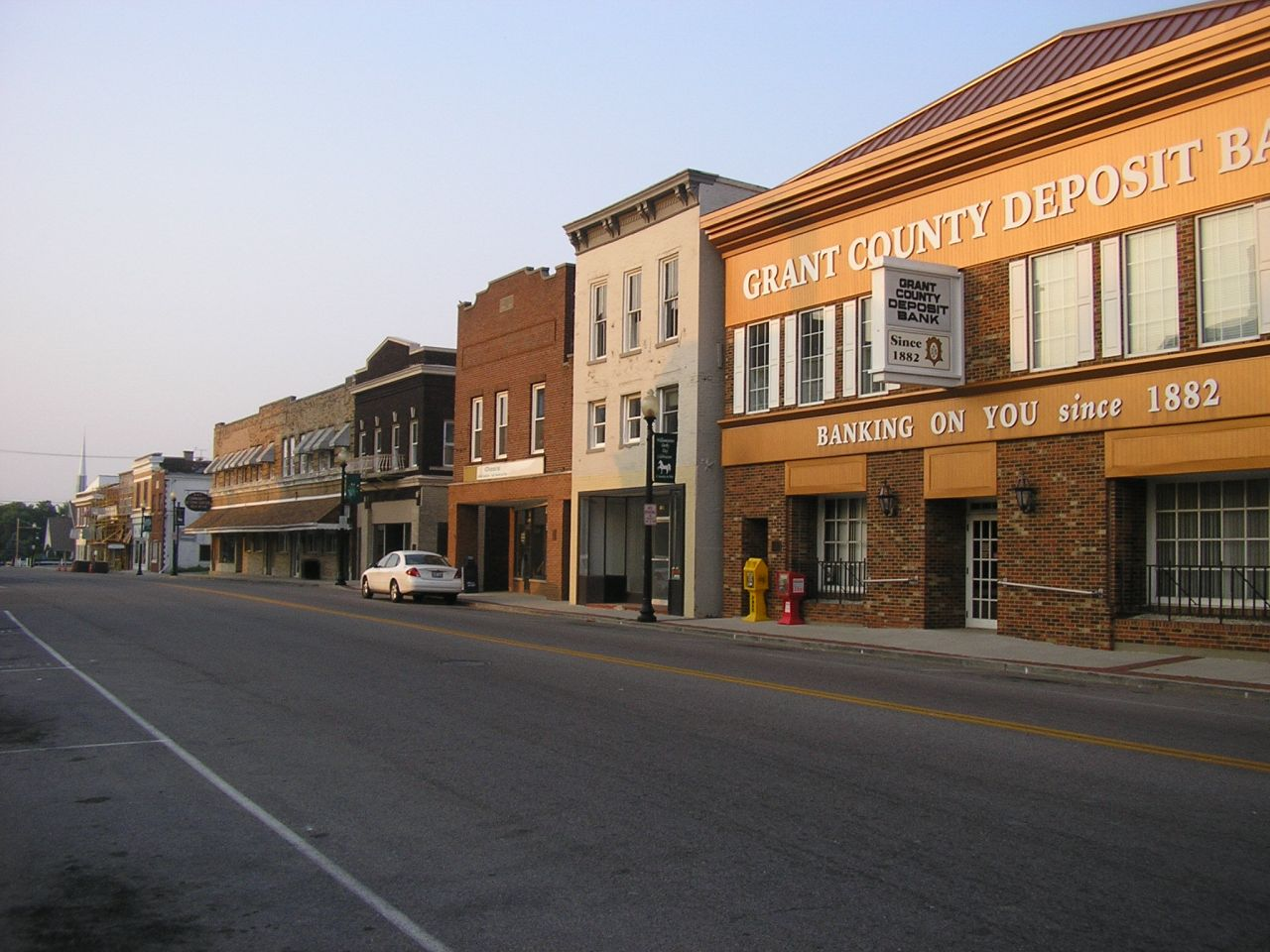
Williamstown
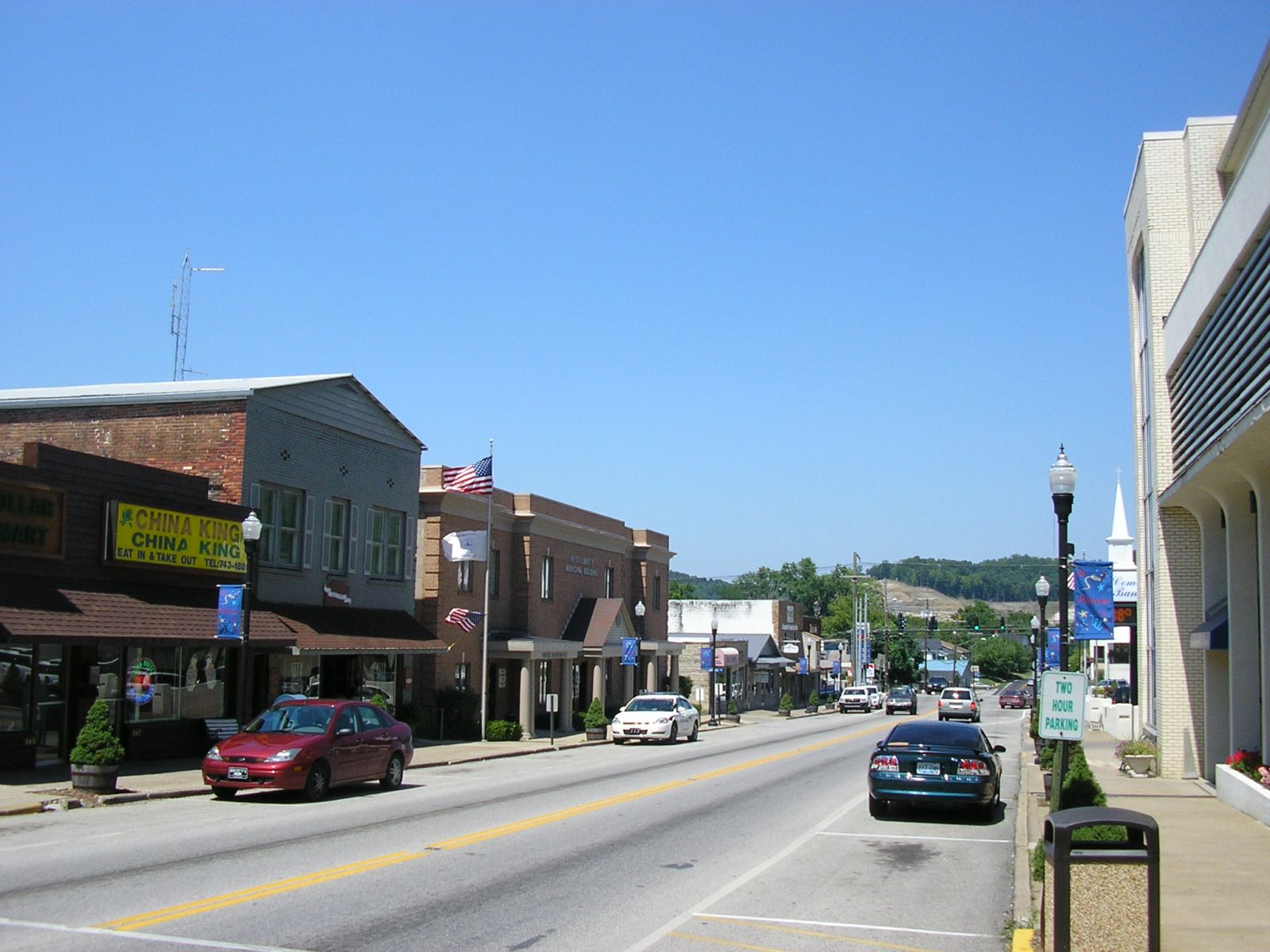
West Liberty
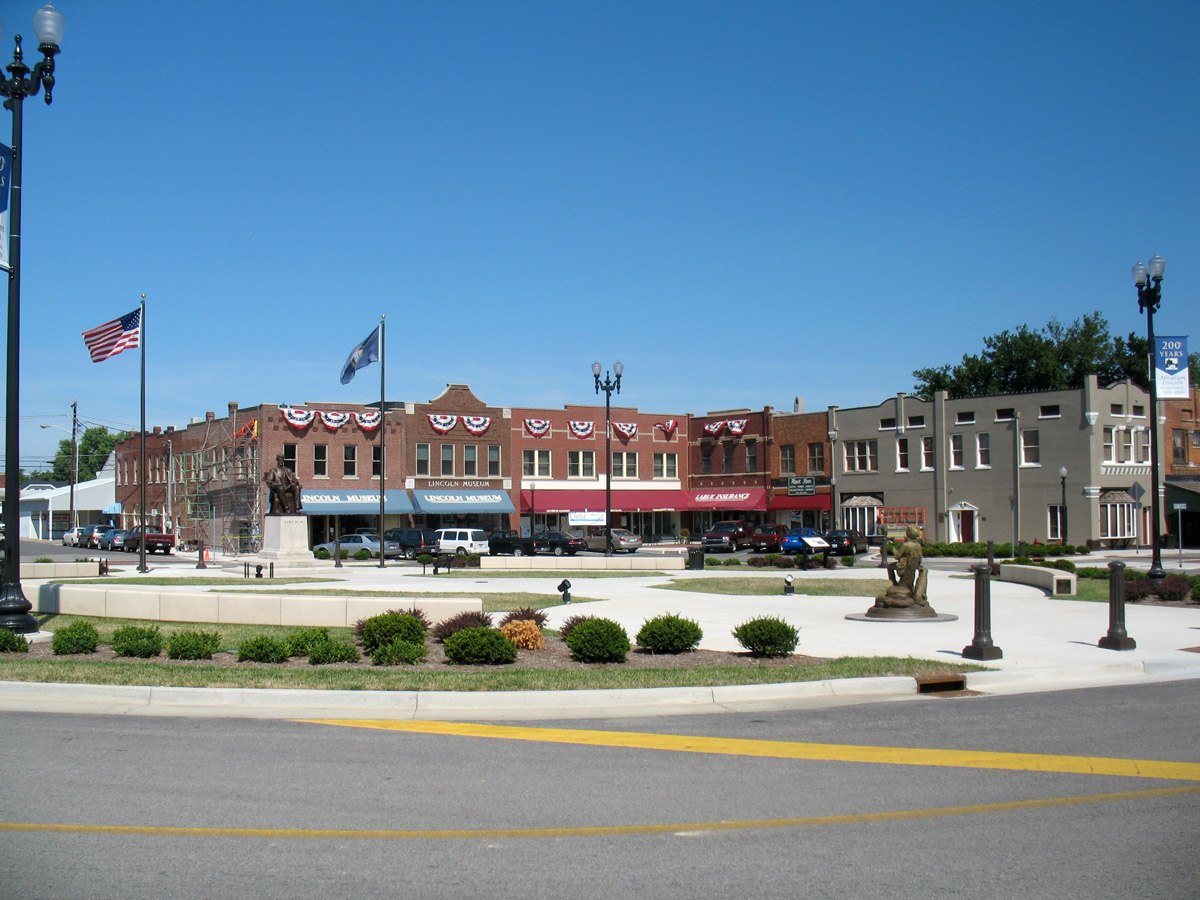
Hodgenville
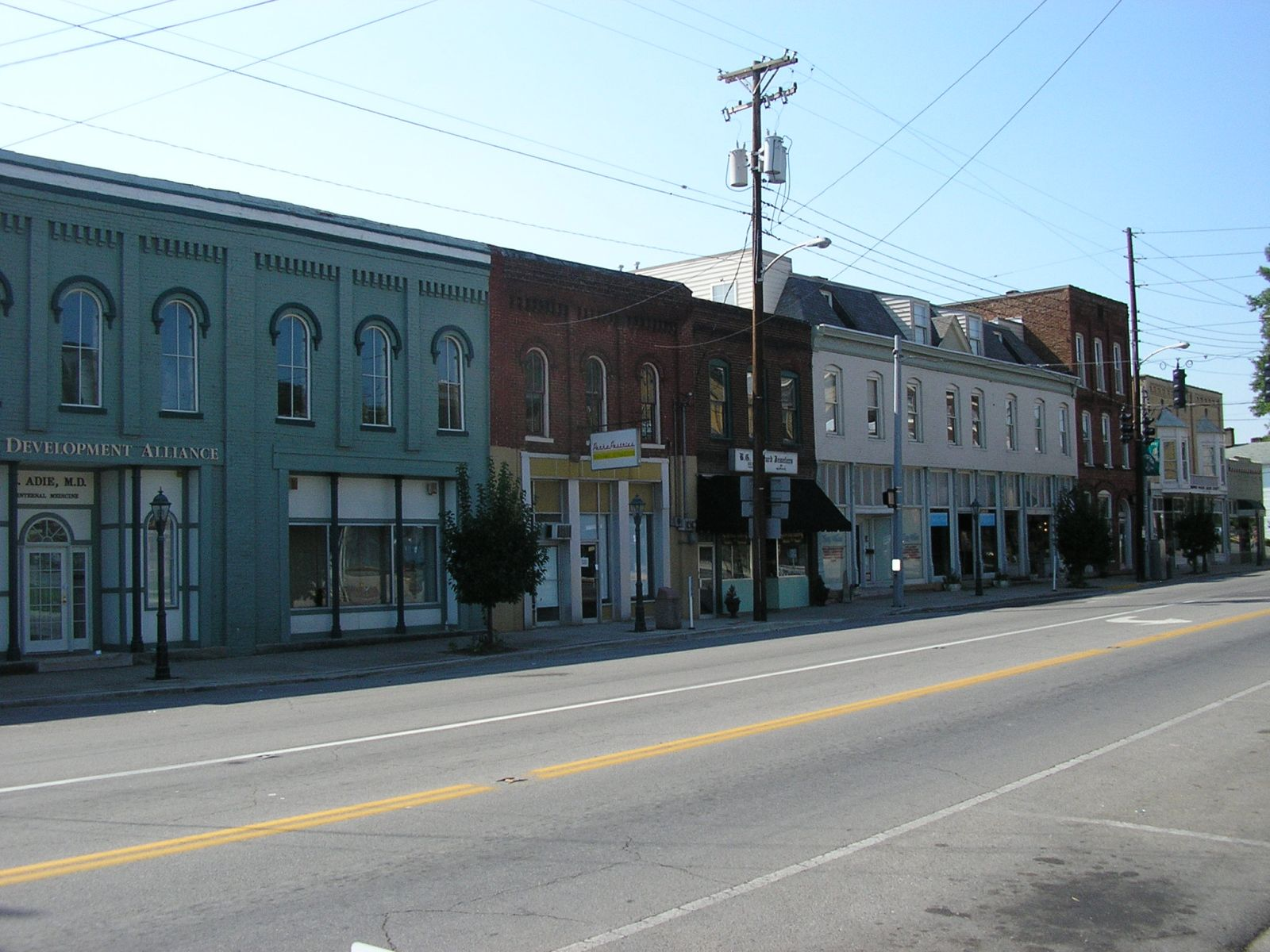
Irvine
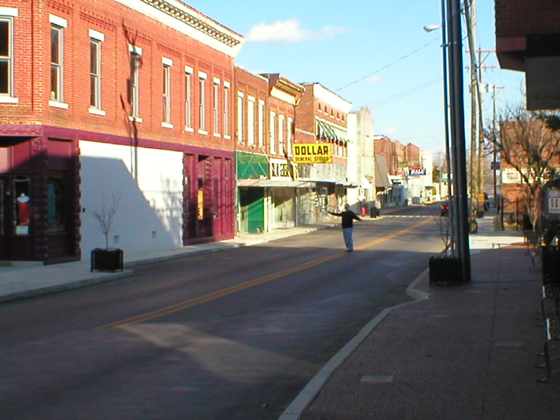
Horse Cave
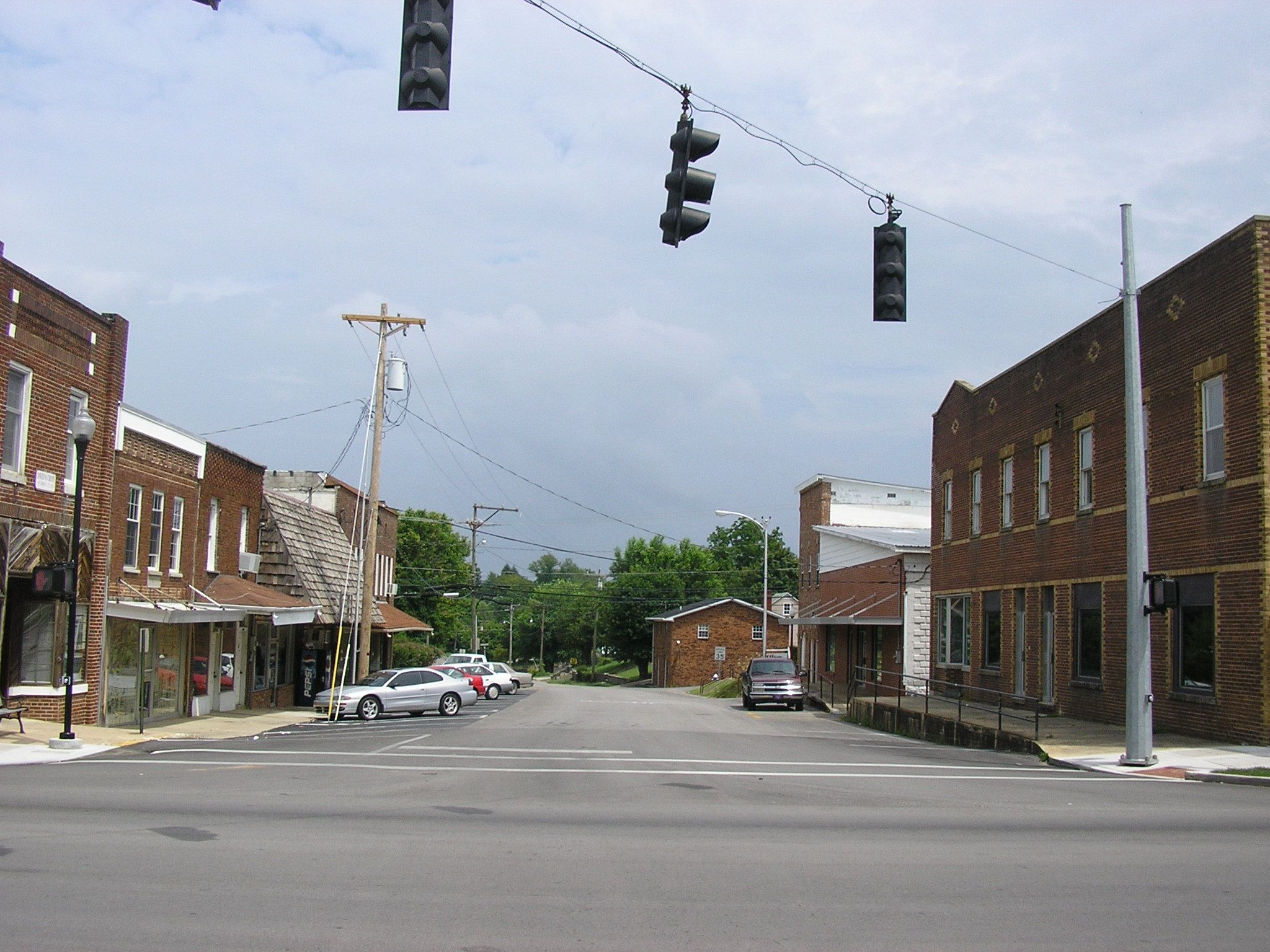
Albany
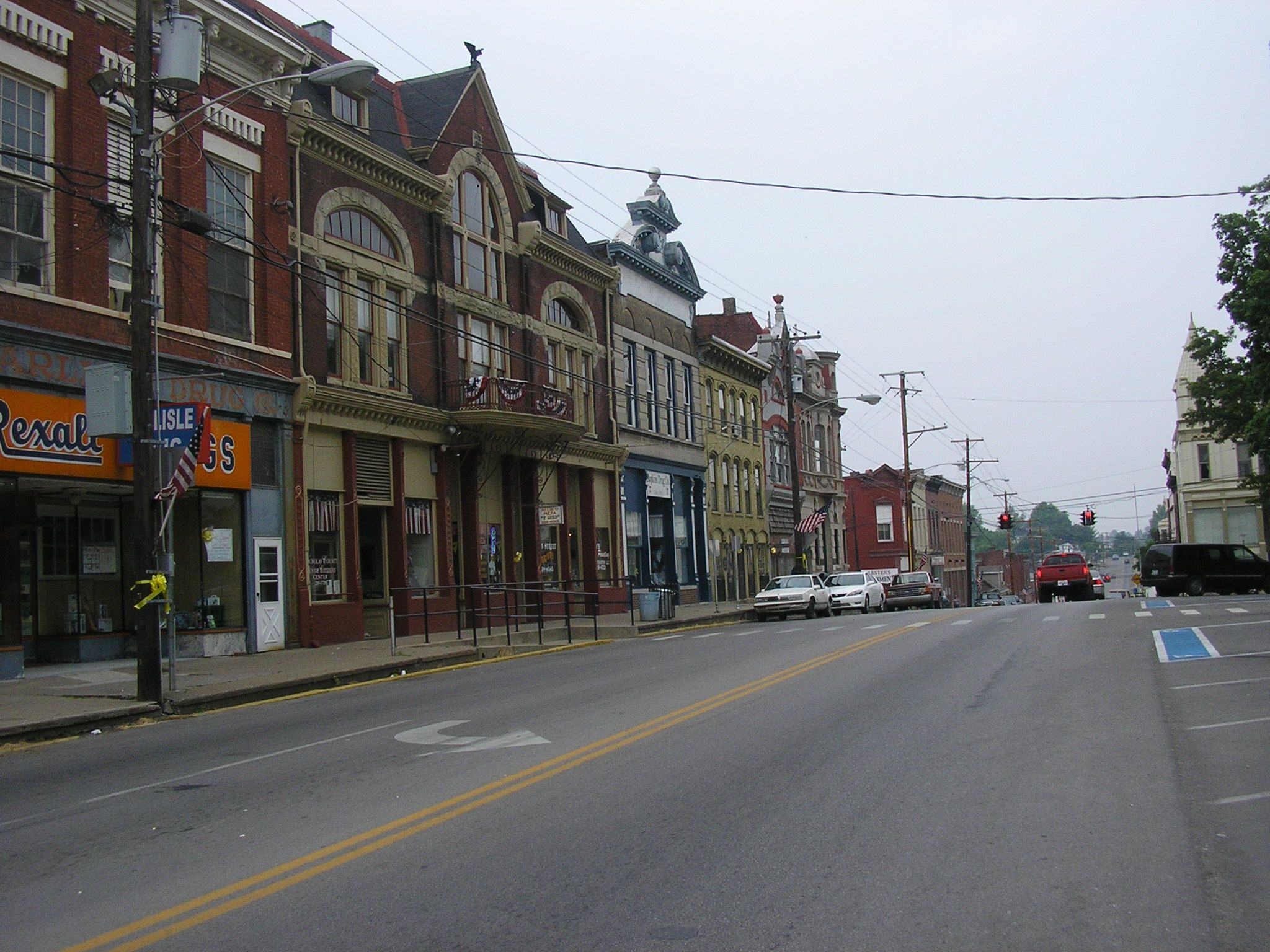
Carlisle
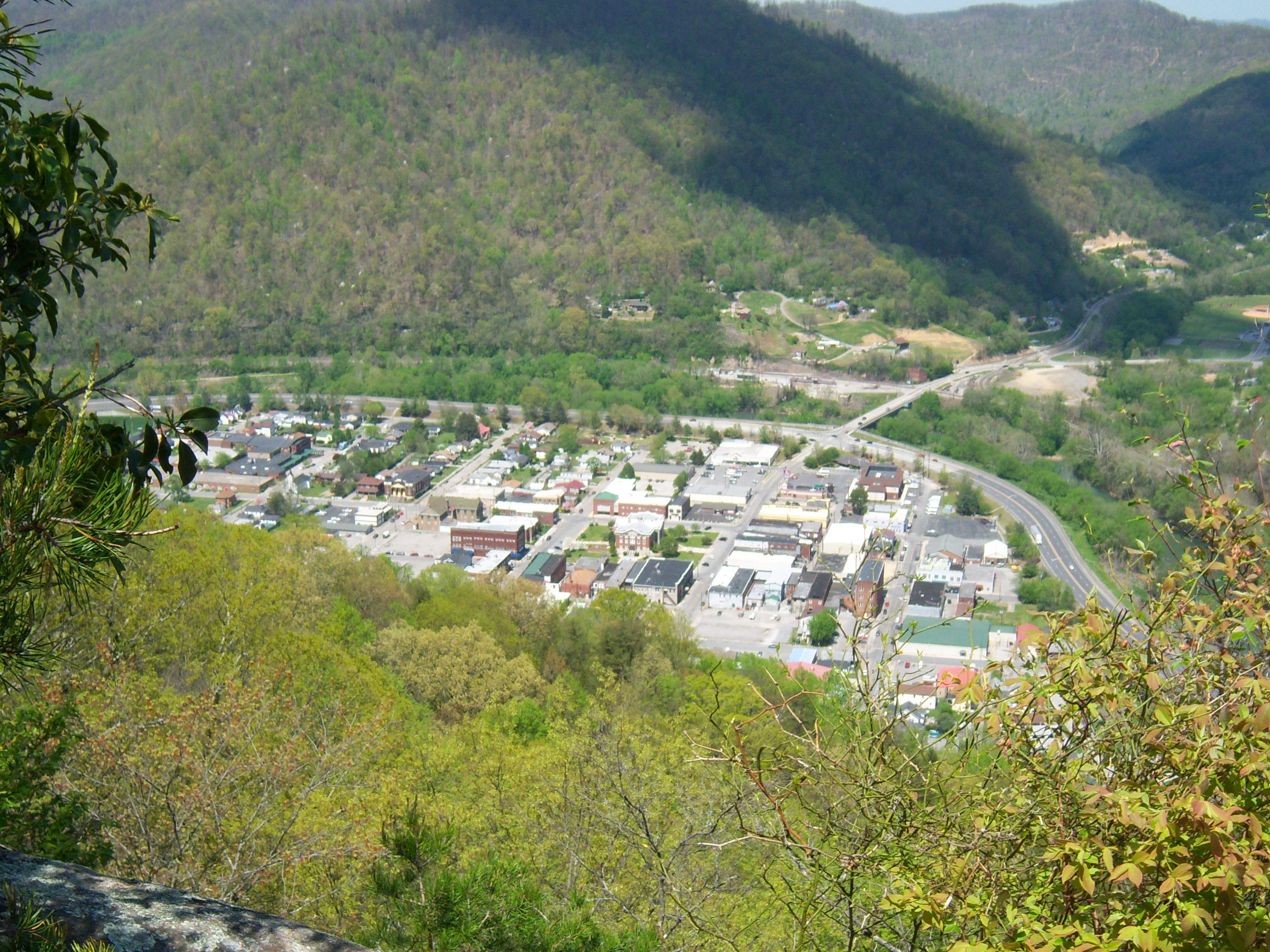
Pineville
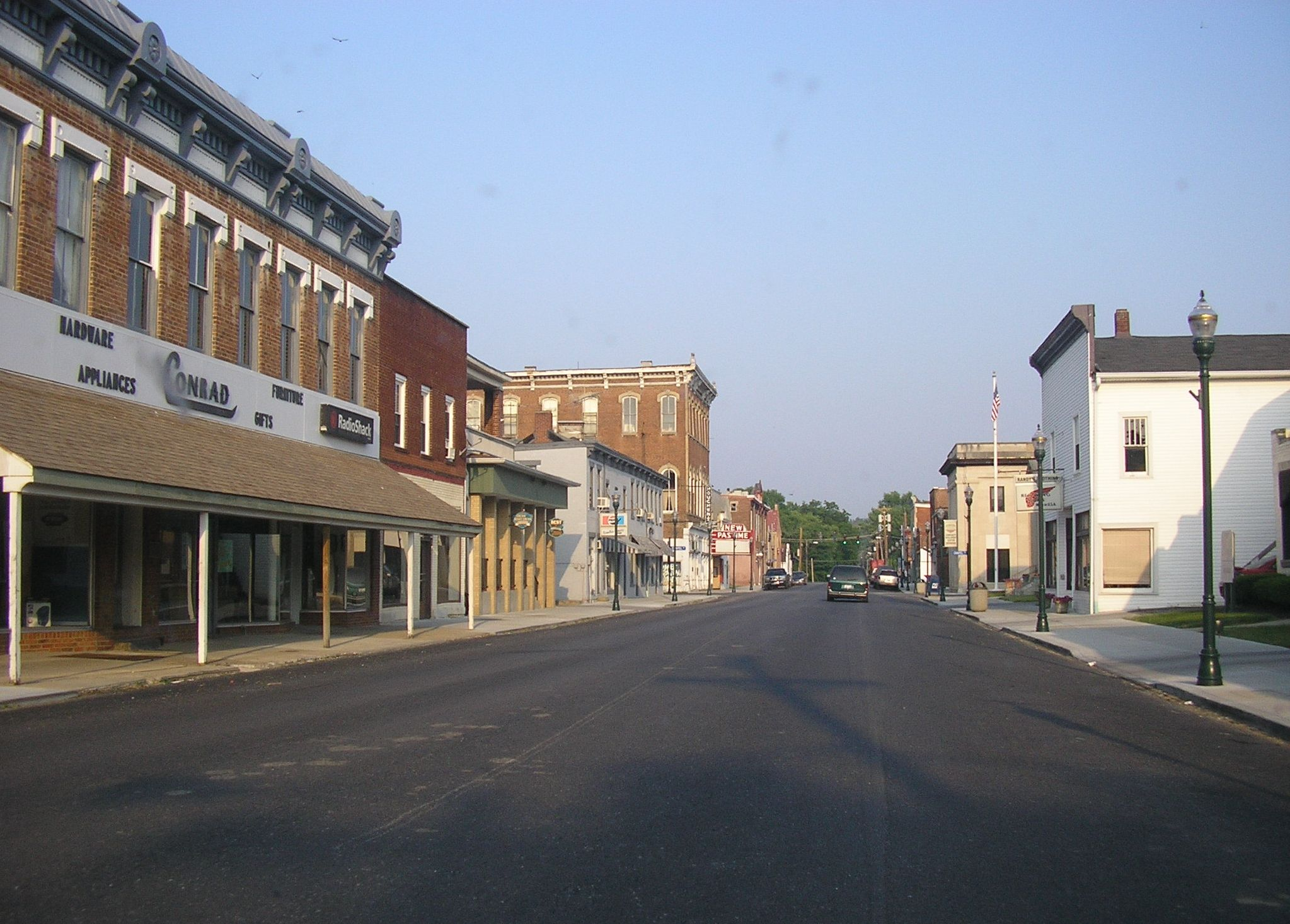
Falmouth
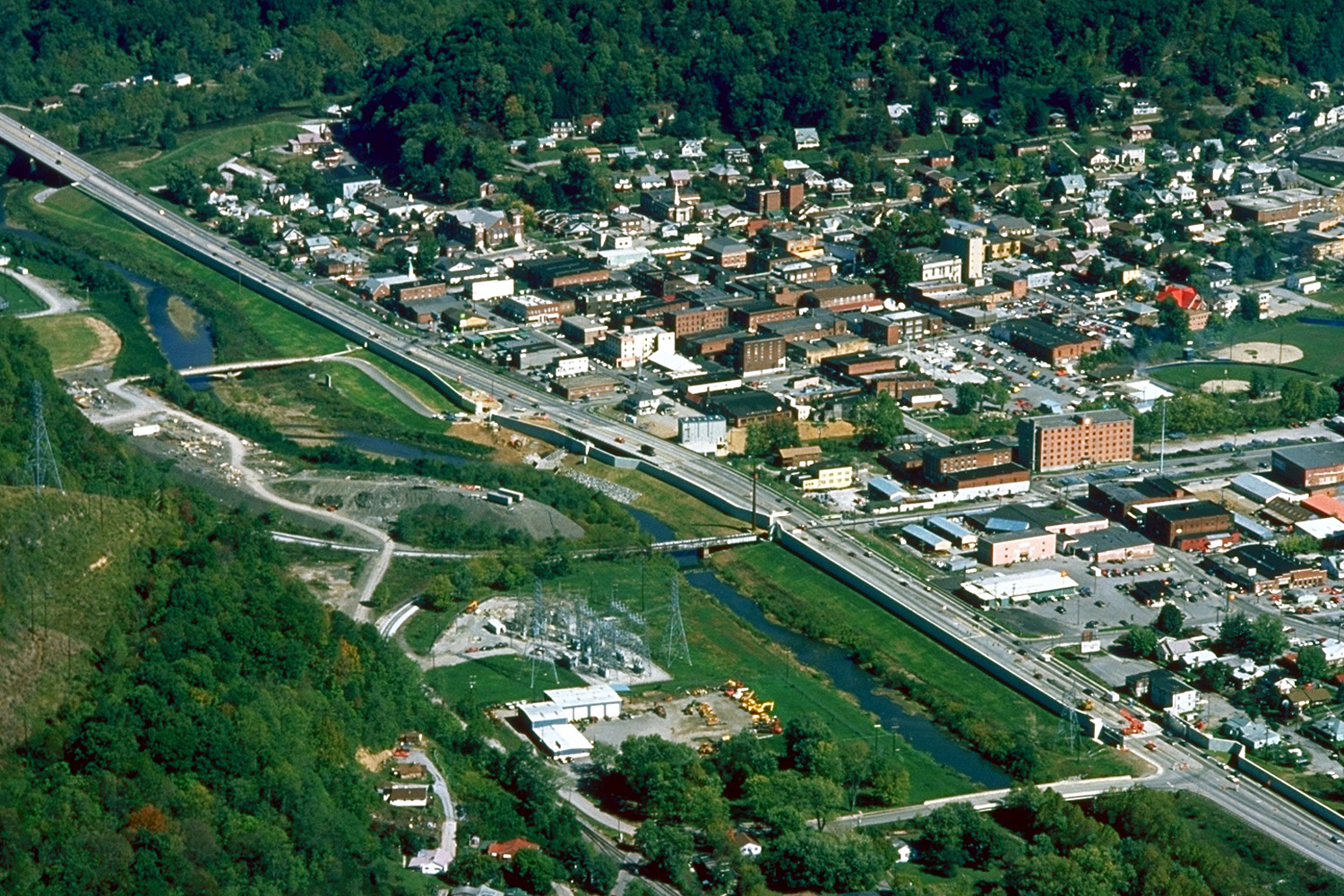
Harlan
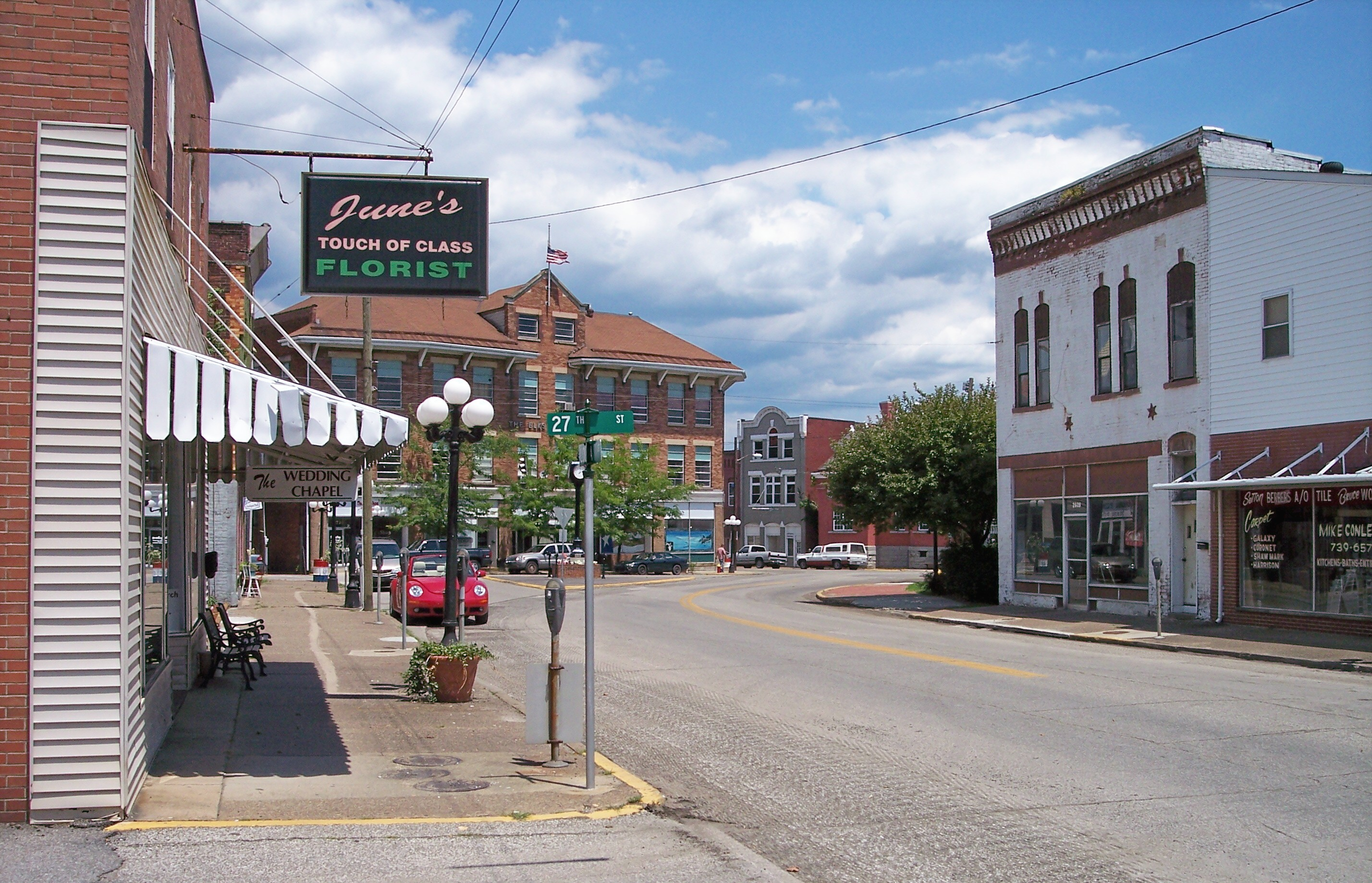
Catlettsburg
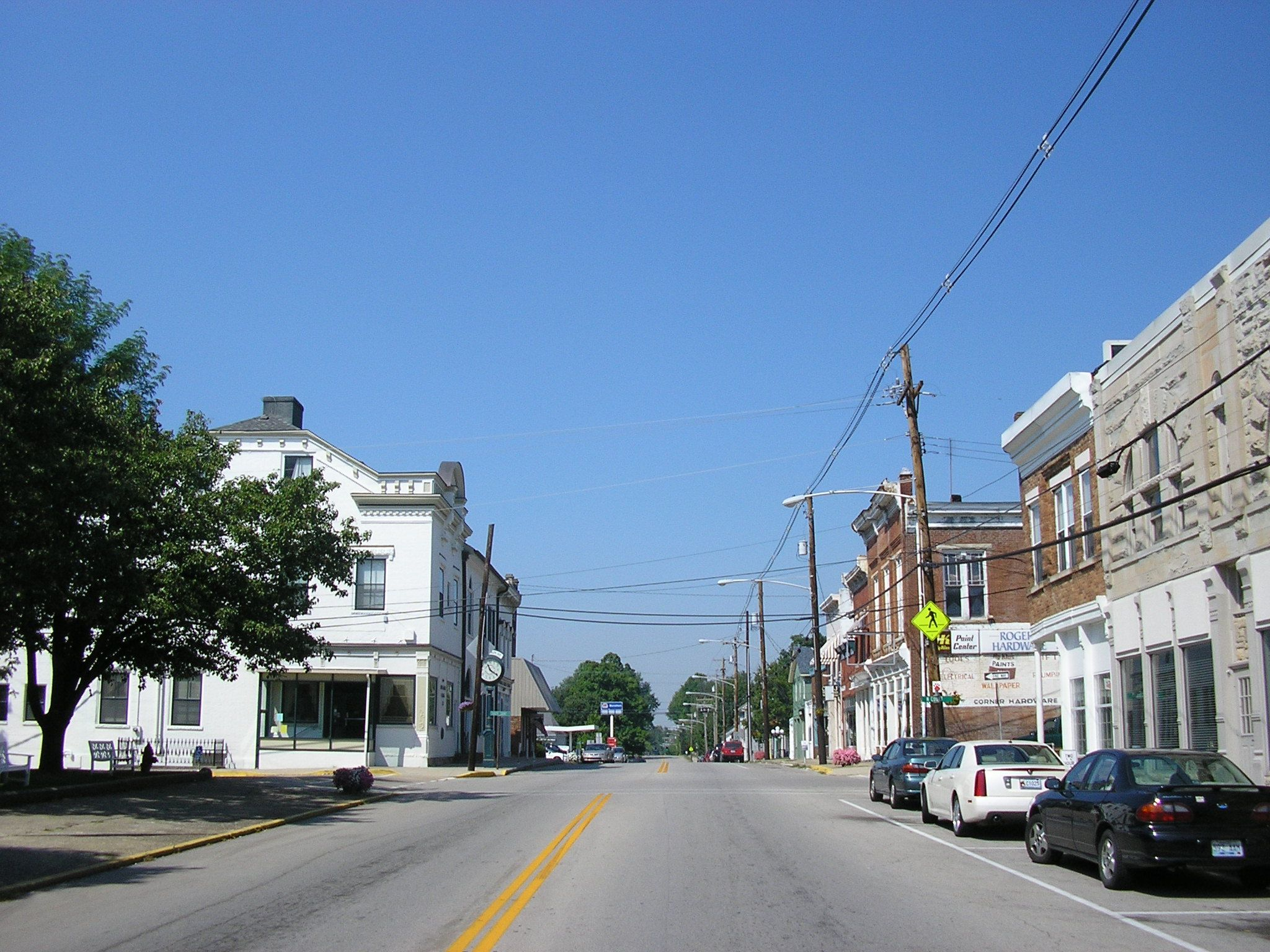
Owingsville
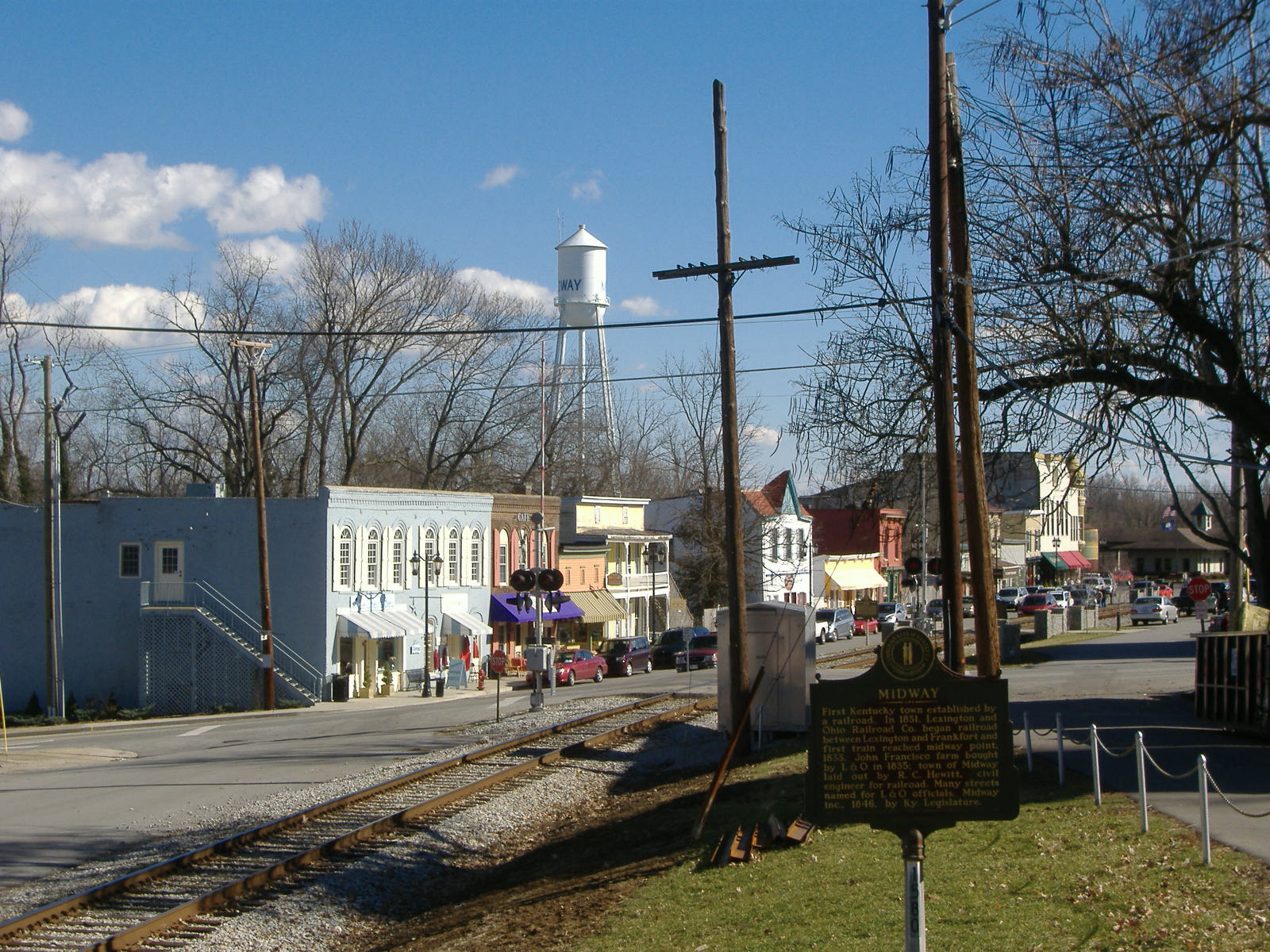
Midway
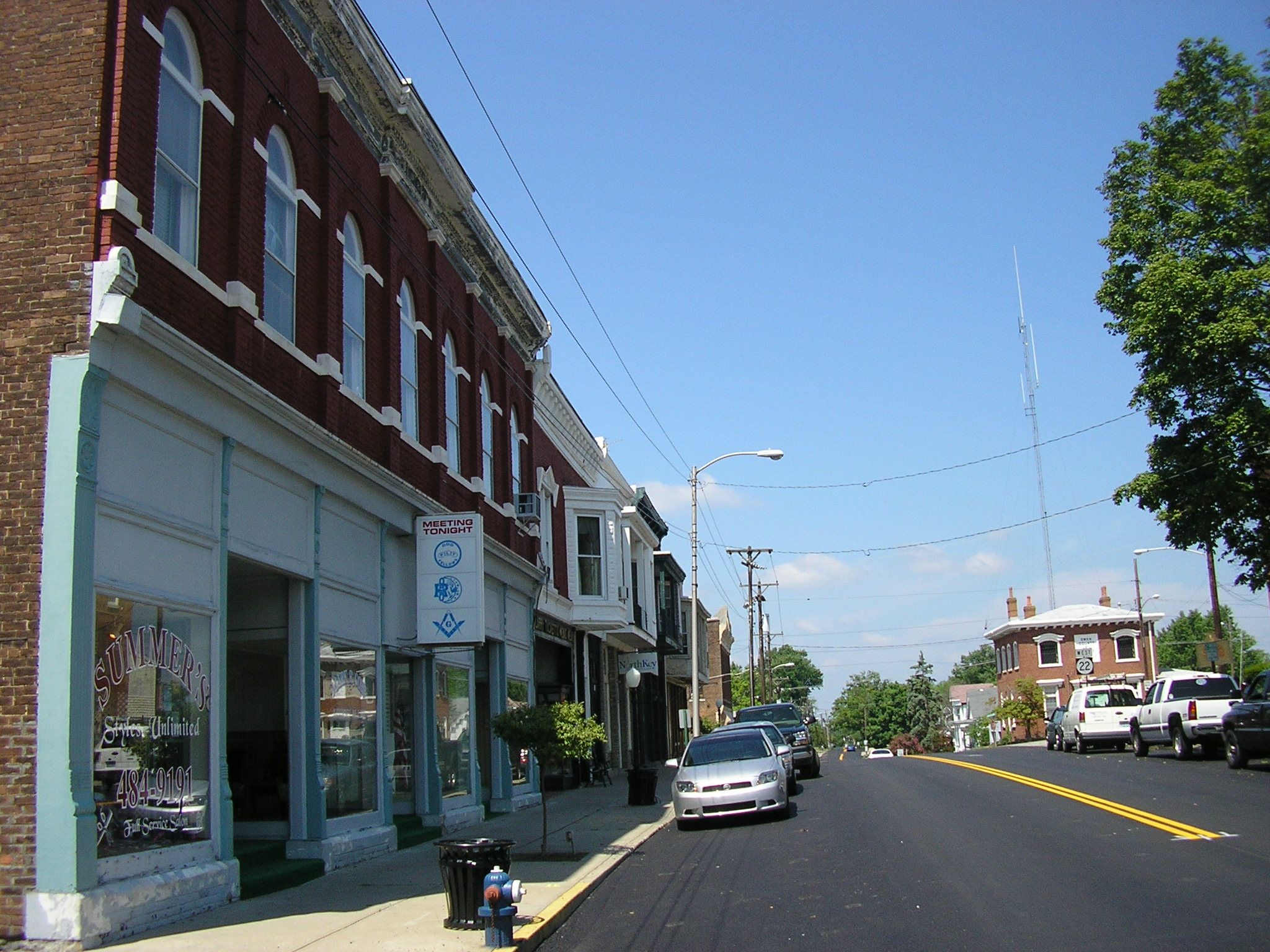
Owenton
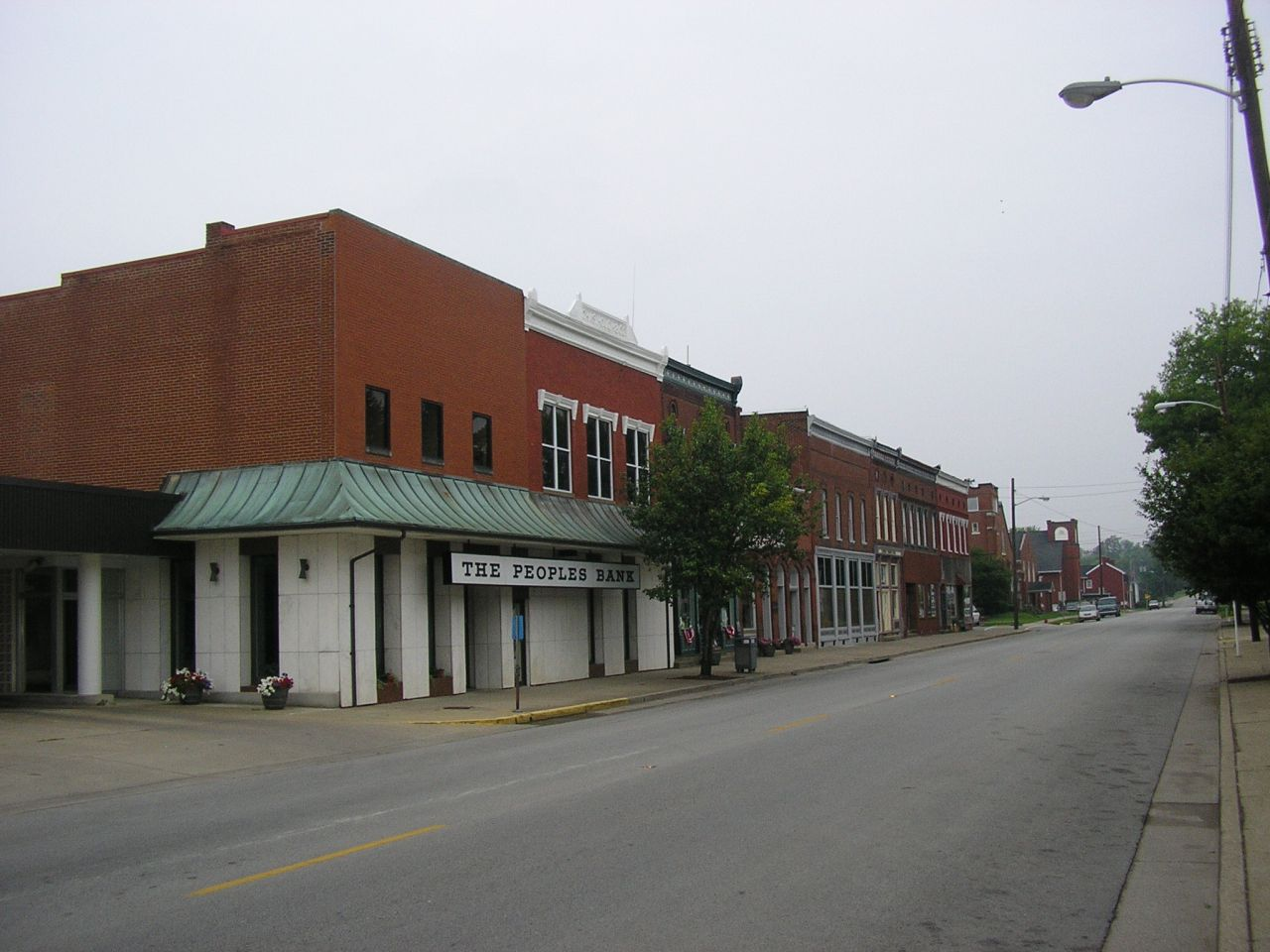
Taylorsville
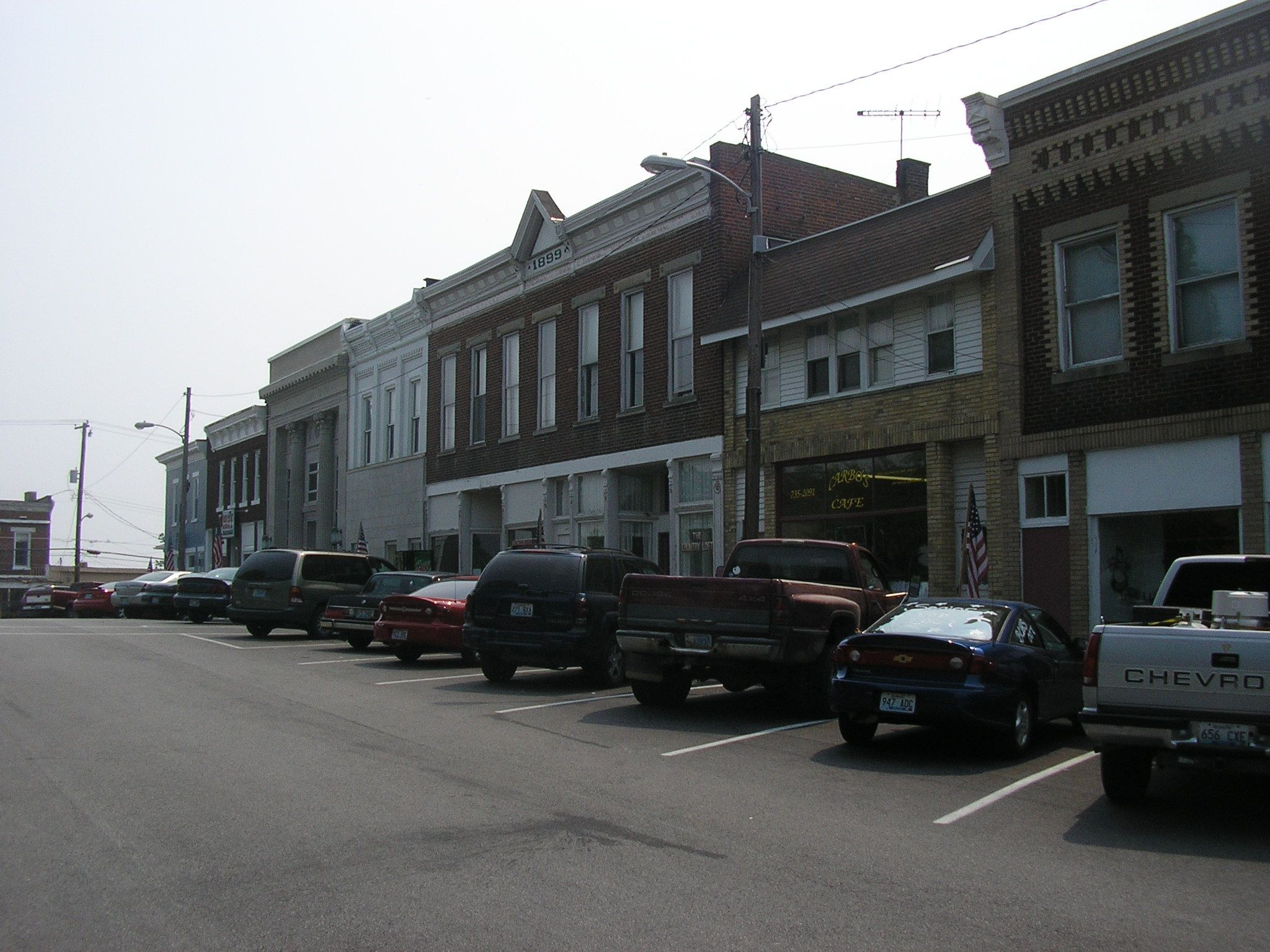
Brooksville
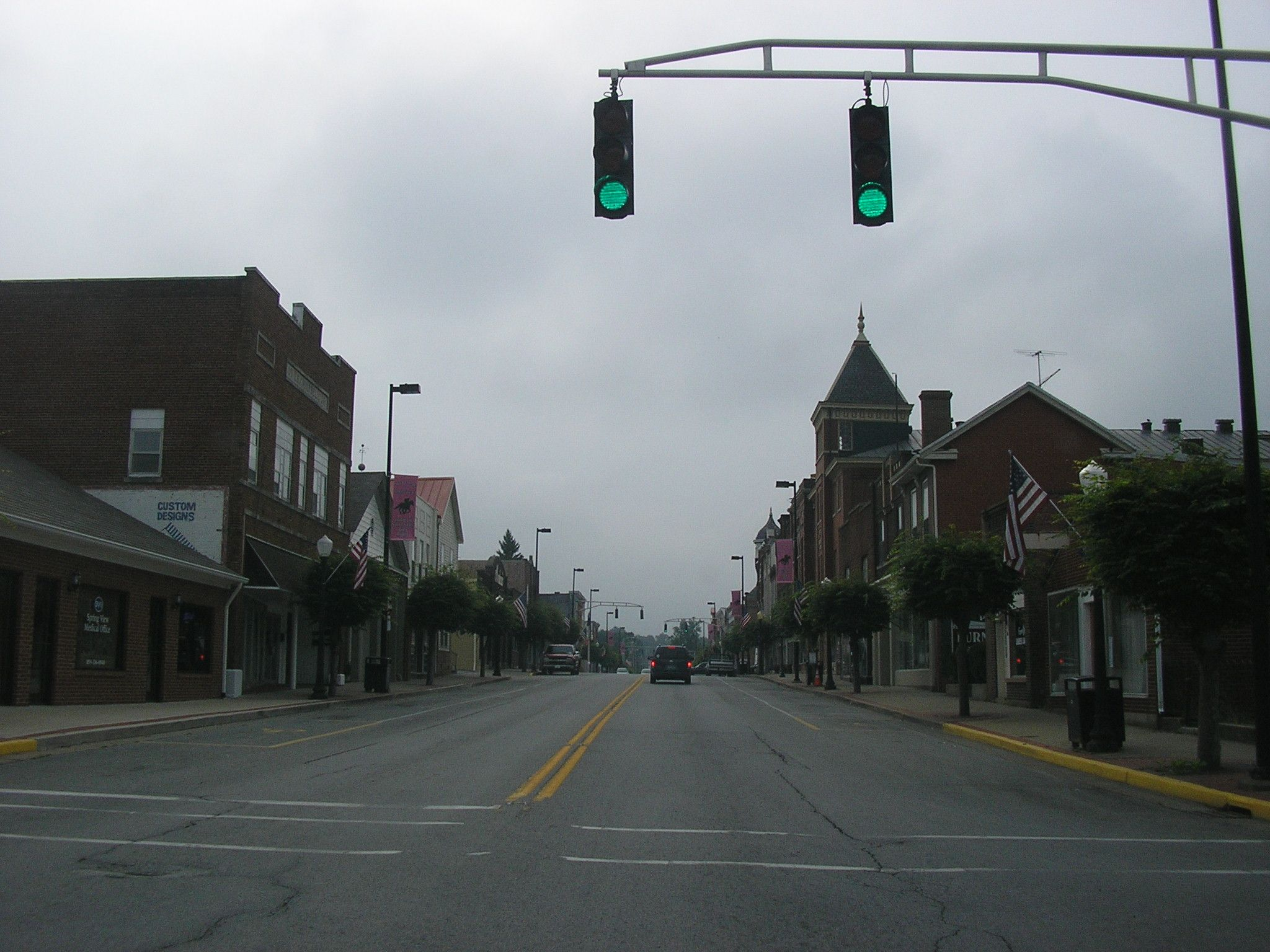
Willisburg
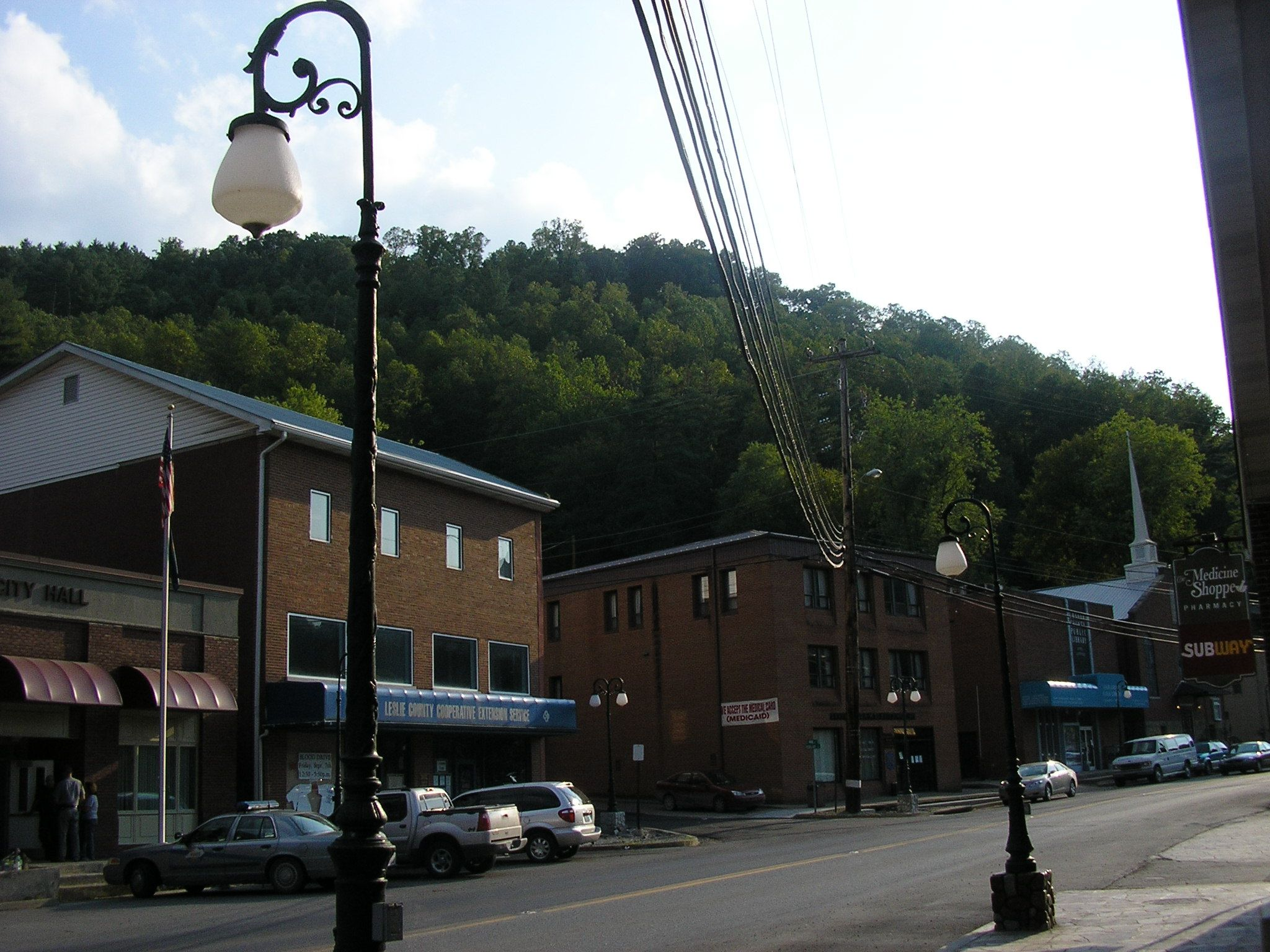
Hyden
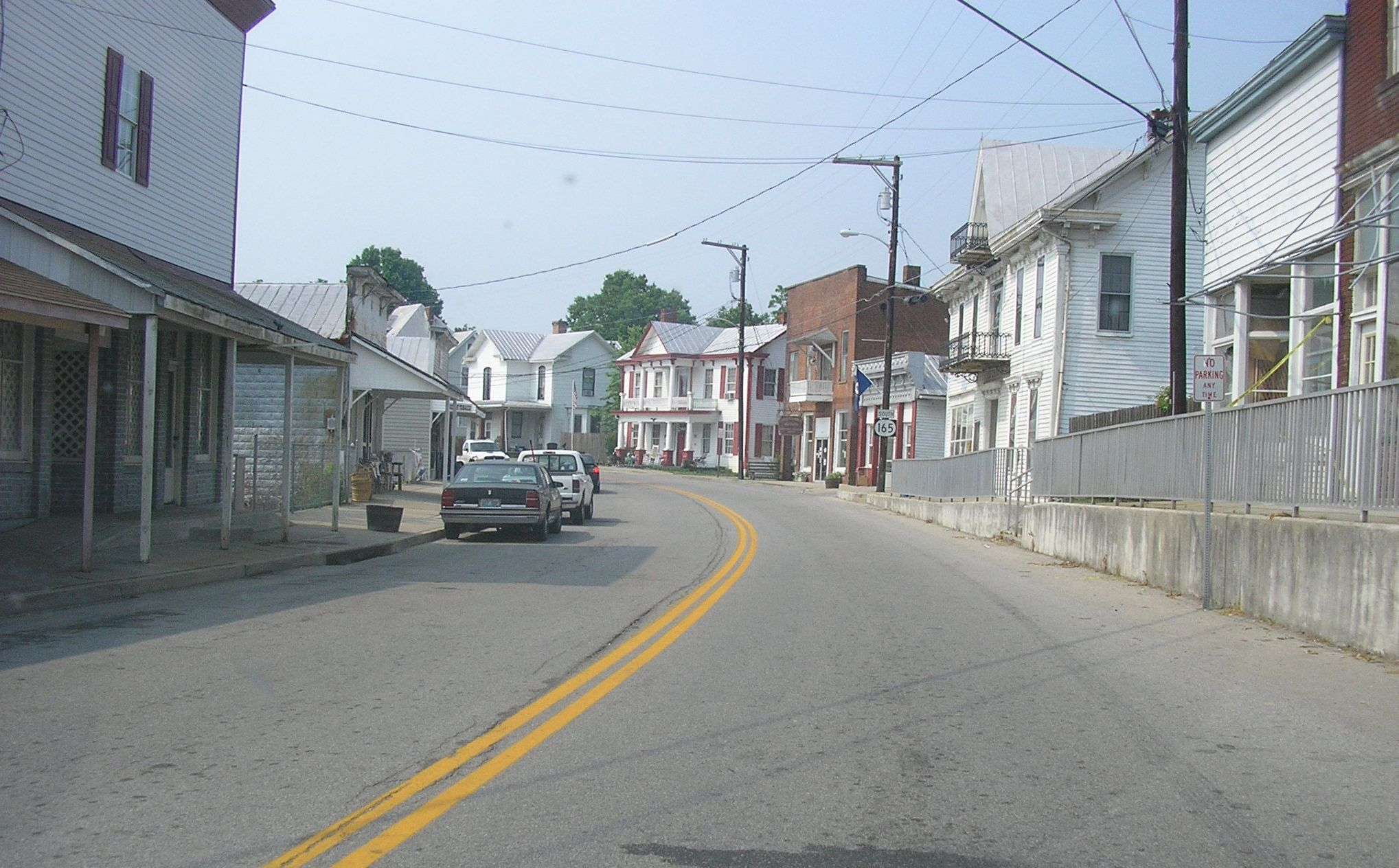
Mount Olivet
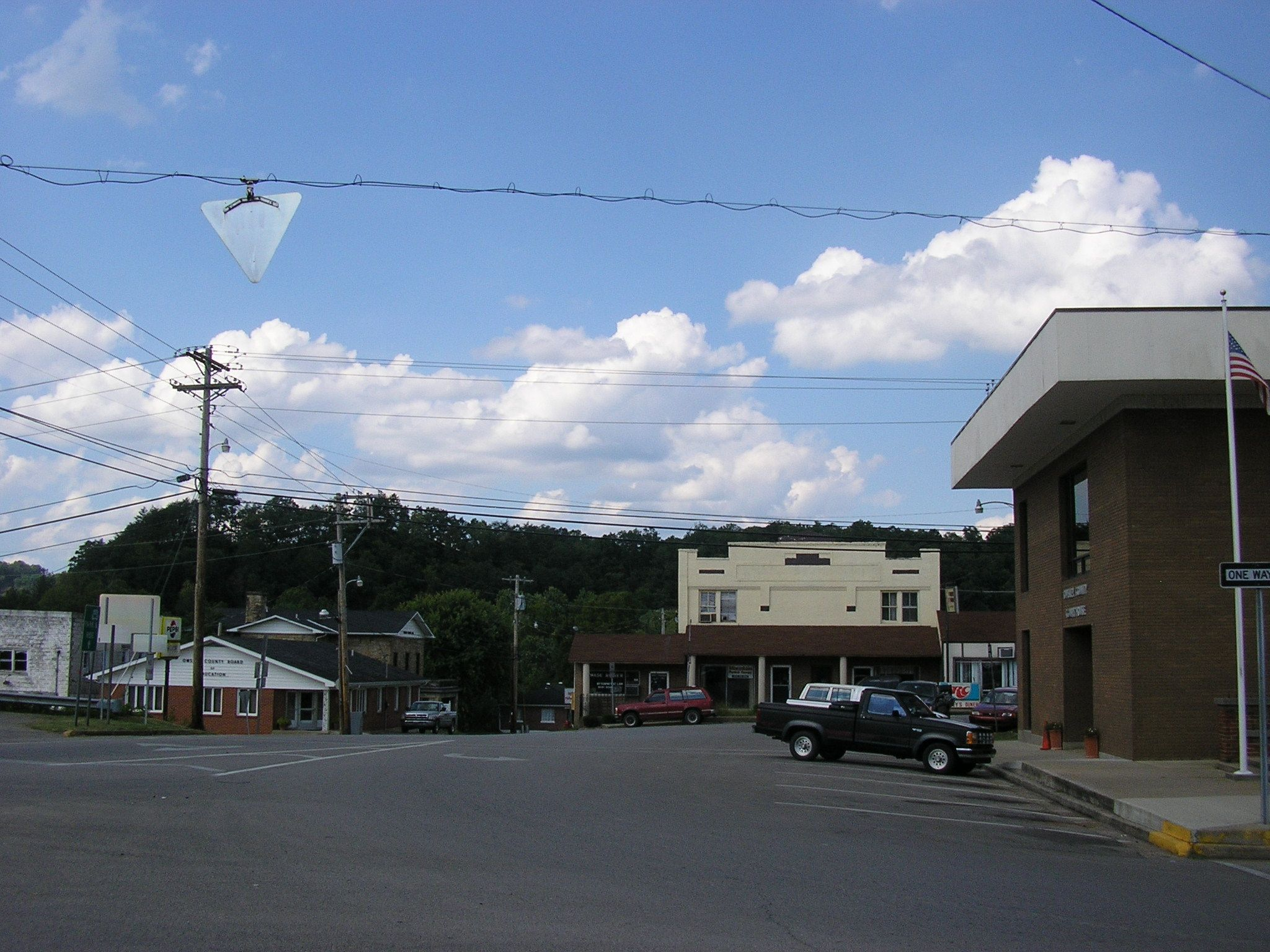
Booneville
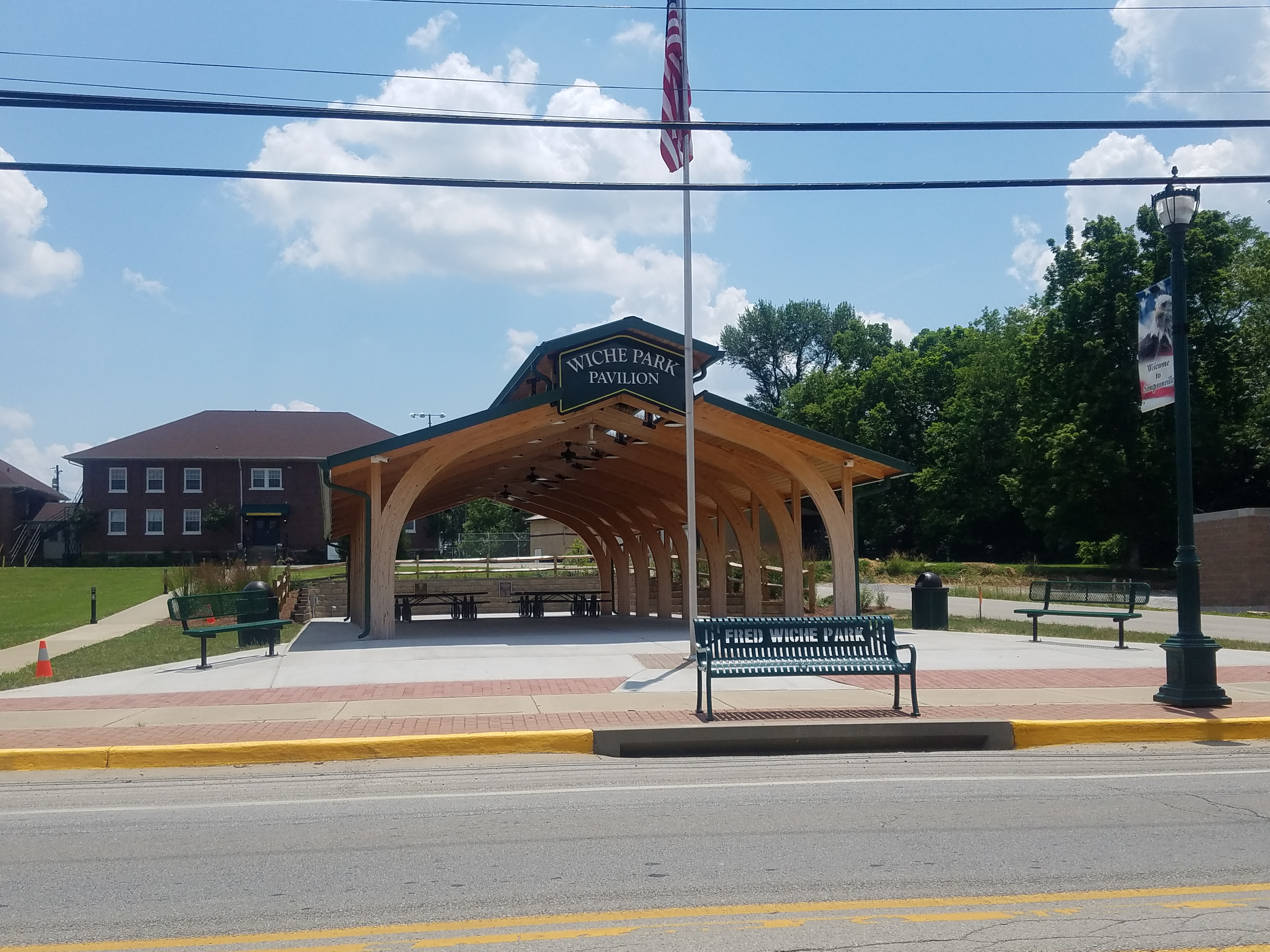
Simpsonville